# Quéven
Quéven [kevɛ̃] est une commune française, située dans le département du Morbihan en région Bretagne. Historiquement, elle fait partie du Pays vannetais et du Kemenet-Héboé.

## Géographie

### Localisation

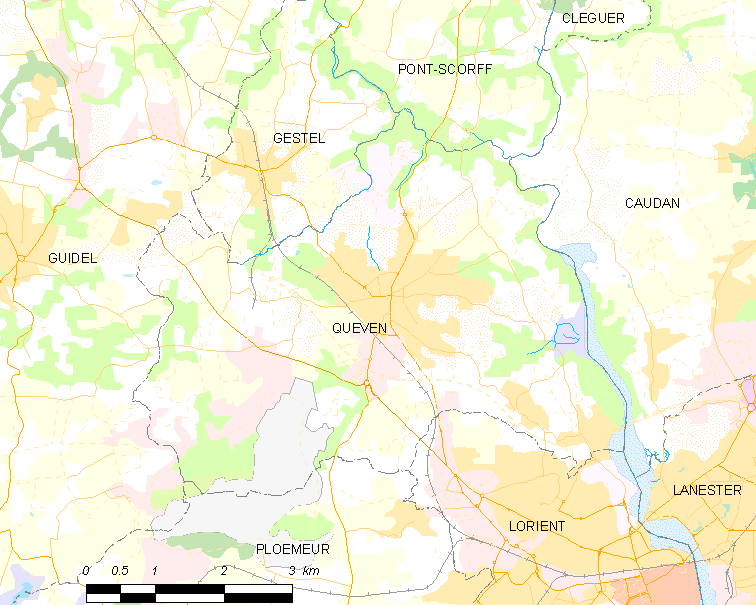
Carte de la commune de Quéven.

|        | Gestel, Pont-Scorff |                |
| Guidel | Quéven              | Scorff, Caudan |
|        | Plœmeur, Lorient    |                |

### Hydrographie
La commune est bordée à l'est par la ria du Scorff, un fleuve côtier breton et au nord par le Scave, un affluent de rive droite du Scorff, qui se jette dans ce dernier au niveau de sa ria ; le Ruisseau du Moulin de Kerrousseau, affluent de rive droite du Scave sert de limite avec Gestel. Au sud le Ter, un petit fleuve côtier, et son affluent le Laër, séparent Quéven de Lorient pour le premier cité, et de Ploemeur pour le second ; à l'ouest la partie amont de la Saudraye, un autre petit fleuve côtier, sert un temps de limite aec Guidel.

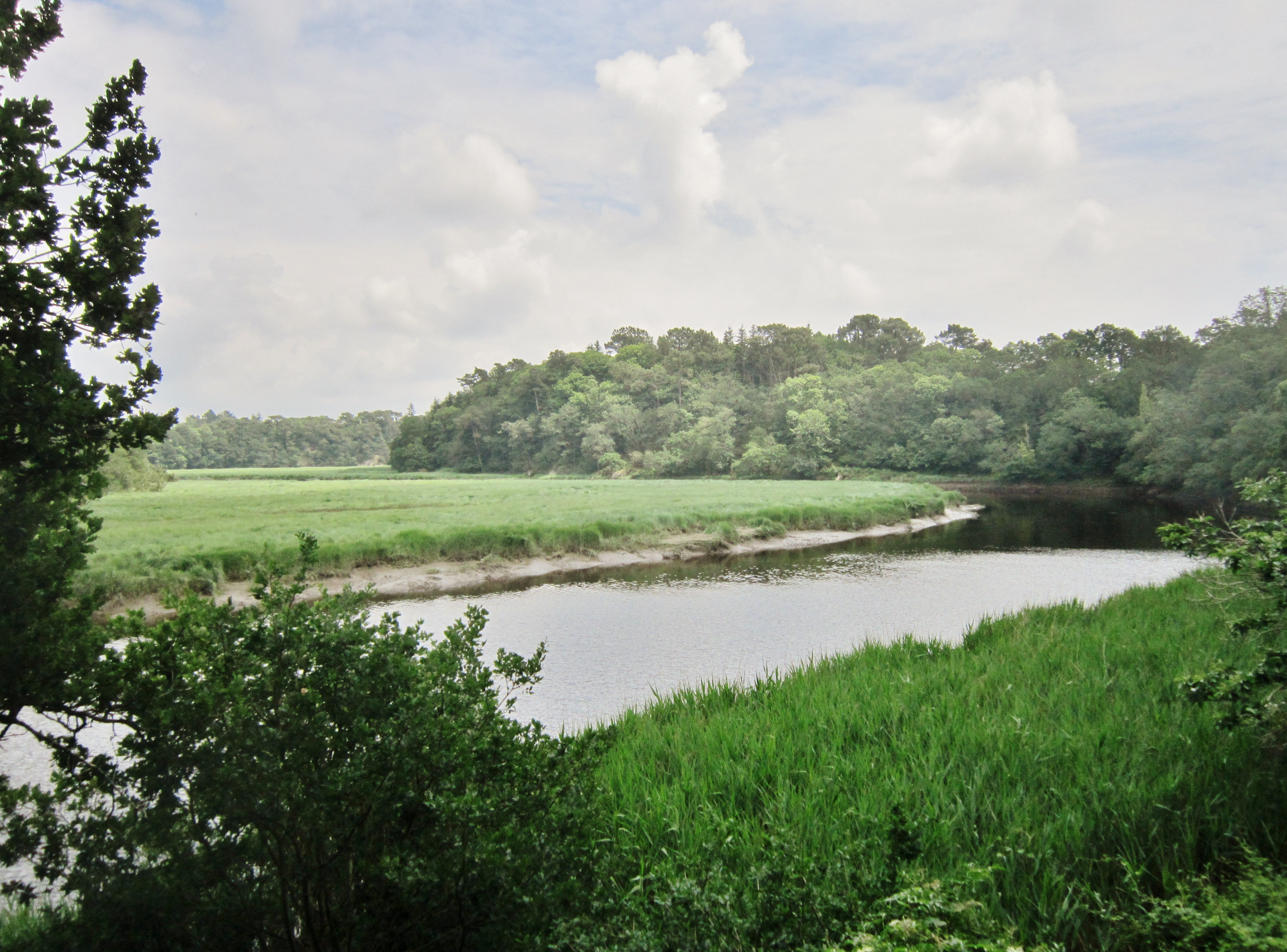
La ria du Scorff vue depuis la rive droite (à gauche de la photographie, la rive gauche côté Caudan et ses roselières à hauteur du hameau du Stumo).
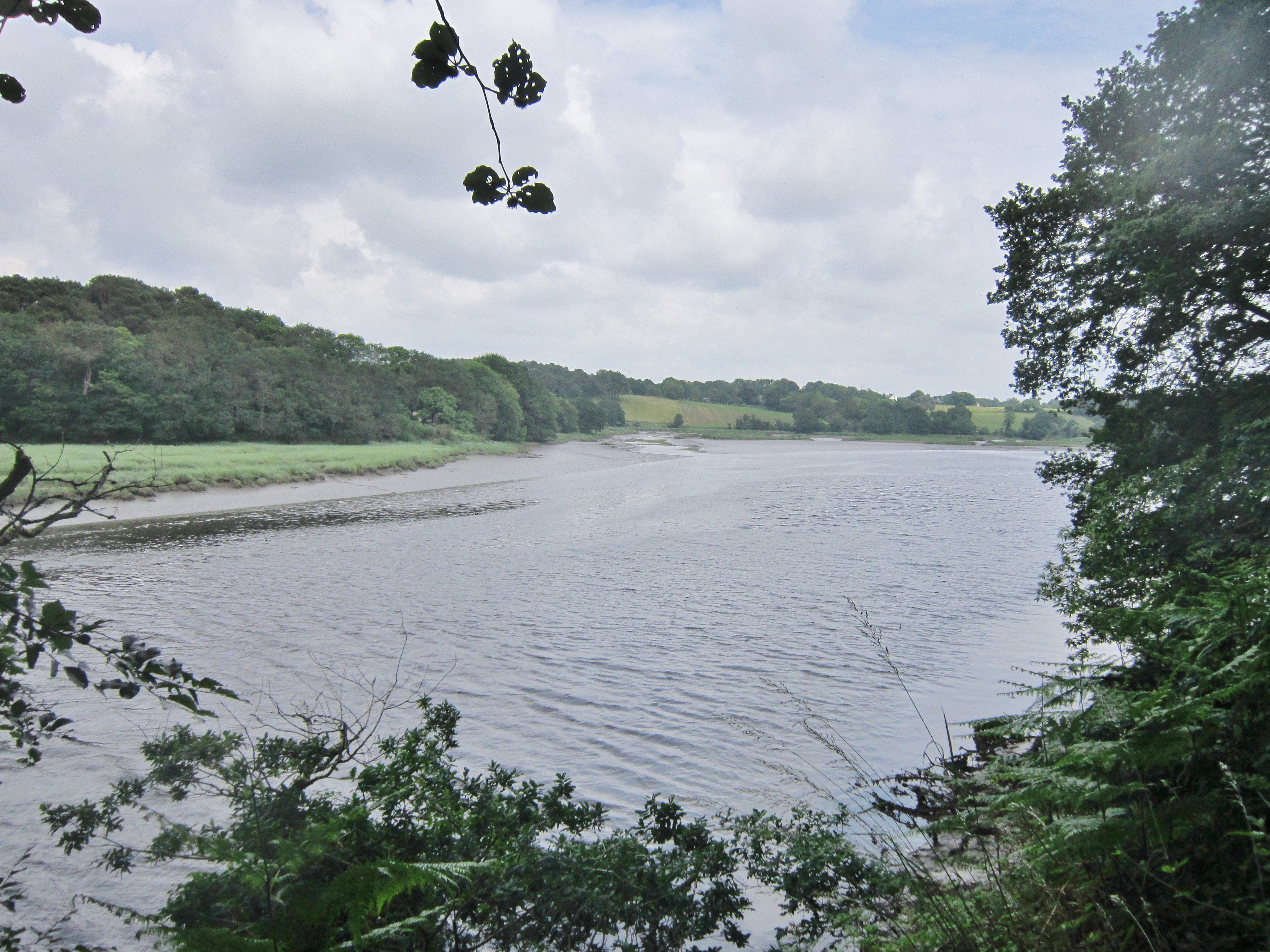
La ria du Scorff vue depuis la rive droite (à gauche de la photographie, la rive gauche côté Caudan à hauteur du hameau de Keradelys).
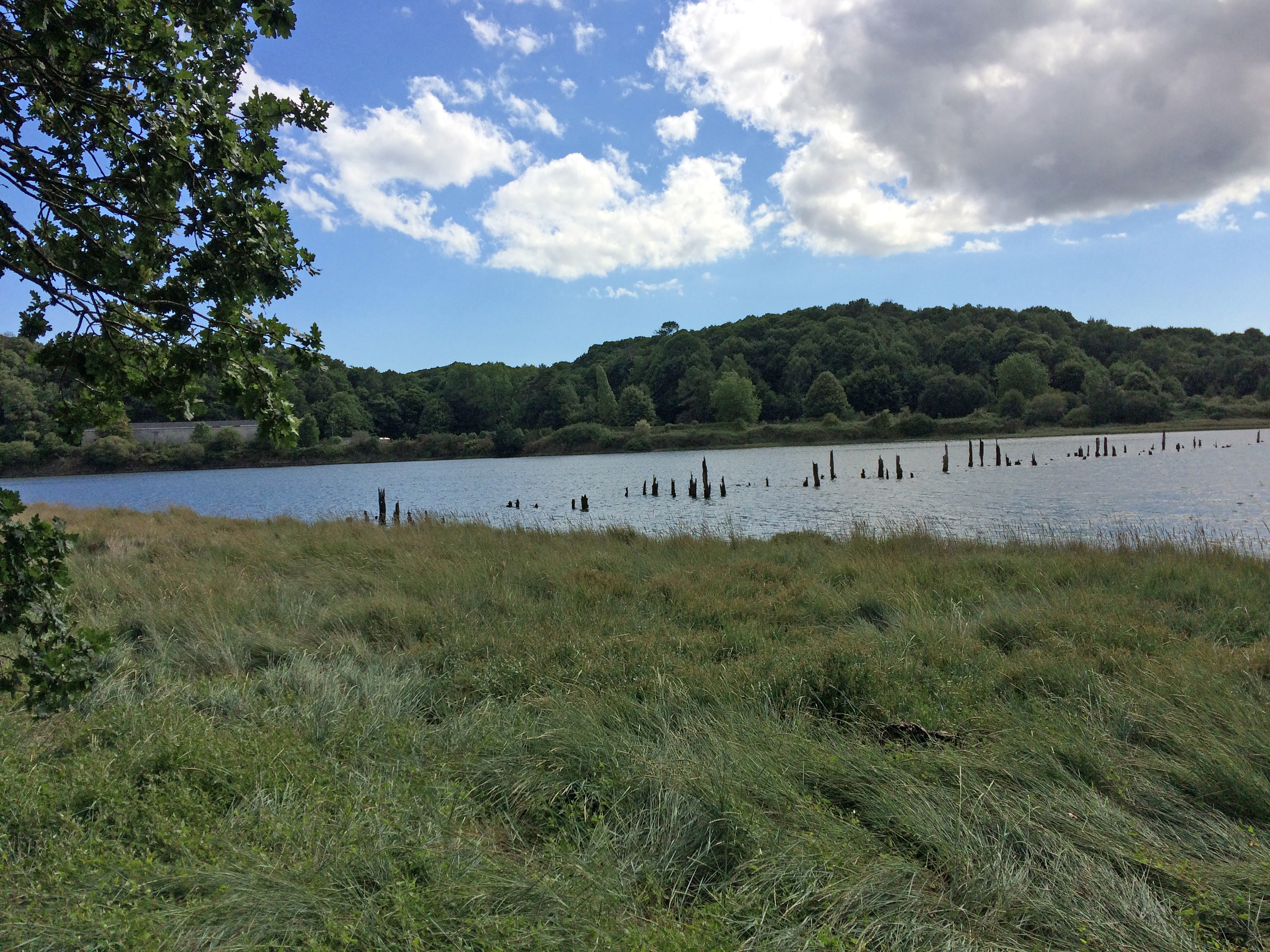
La ria du Scorff vue depuis la rive de Caudan avec les ruines du "Pont Brûlé" (à l'ouest de Kerfléau).
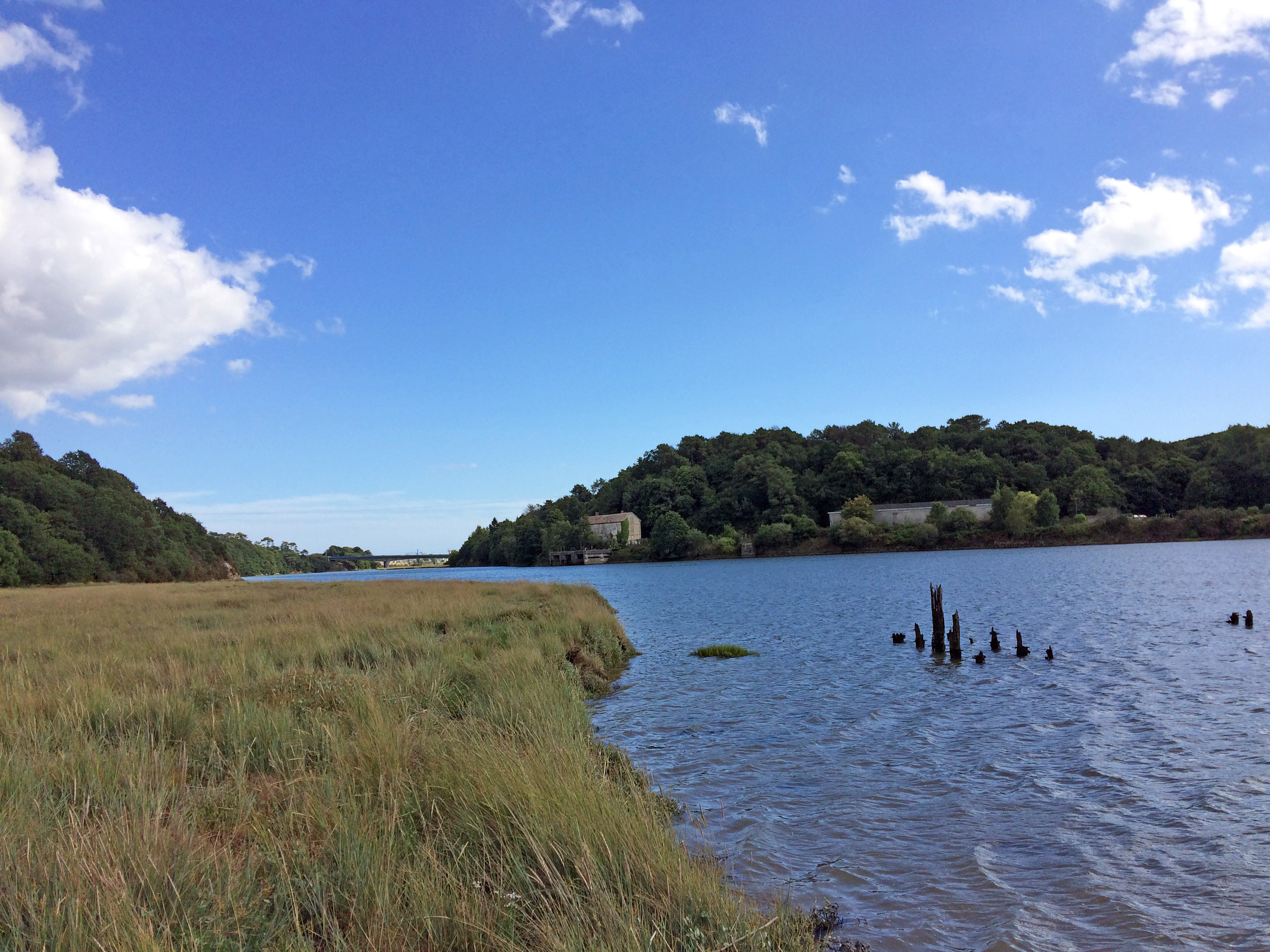
La ria du Scorff : vue vers l'aval depuis le "Pont Brûlé" : schorre au premier plan ; à l'arrière-plan les poudrières de Mentec (en Quéven) et au fond le pont du Sac'h (RN 165).

Le "Pont Brûlé" est un pont en bois construit par les Allemands en 1940 : il fut utilisé par les civils pendant l'Occupation pour passer entre Caudan et Quéven. Il fut brûlé par les Allemands au début du mois d'août 1944.

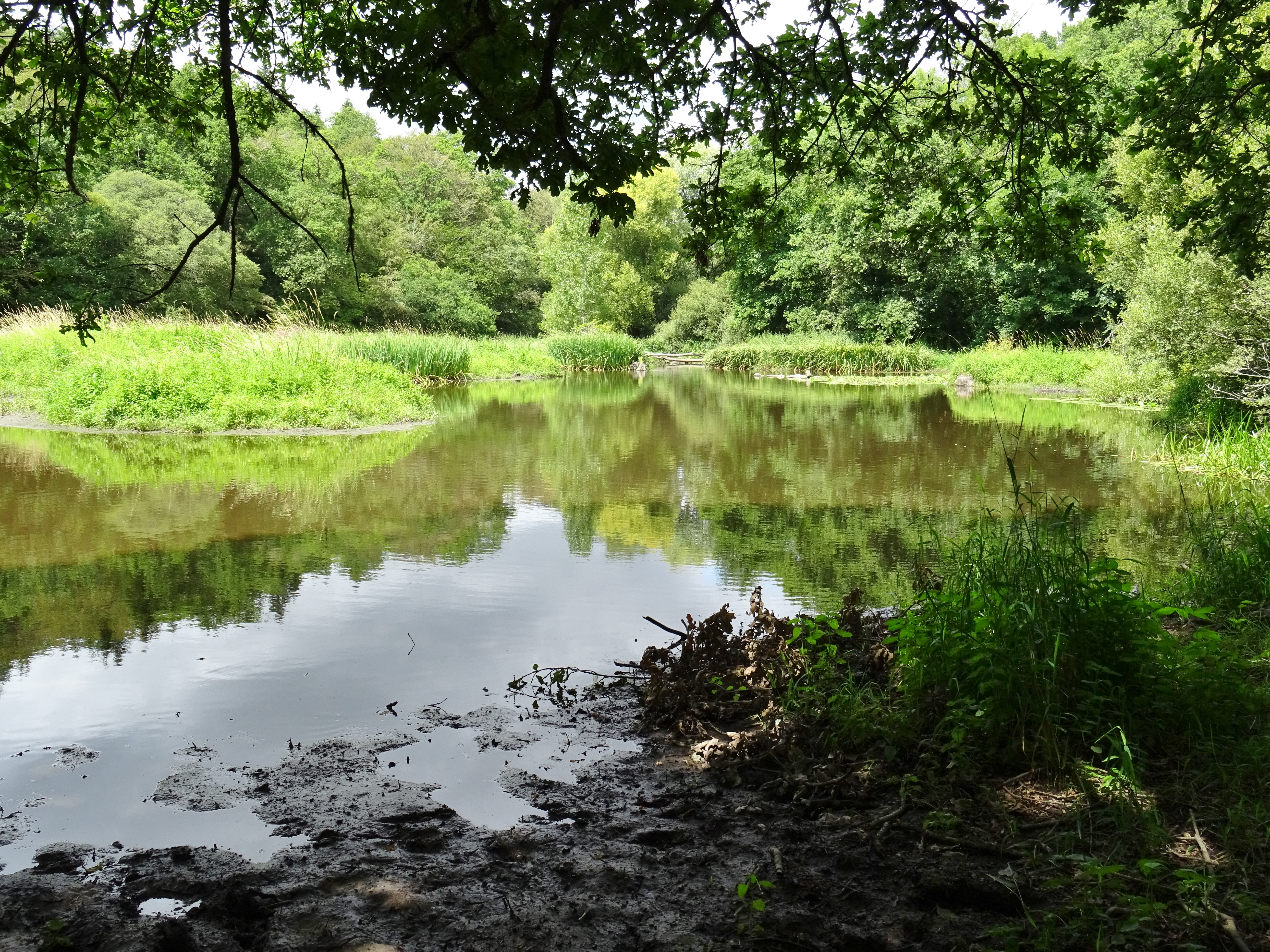
L'étang de Kerrousseau, sur le Ruisseau du Moulin de Kerrousseau (limite communale entre Quéven et Gestel).
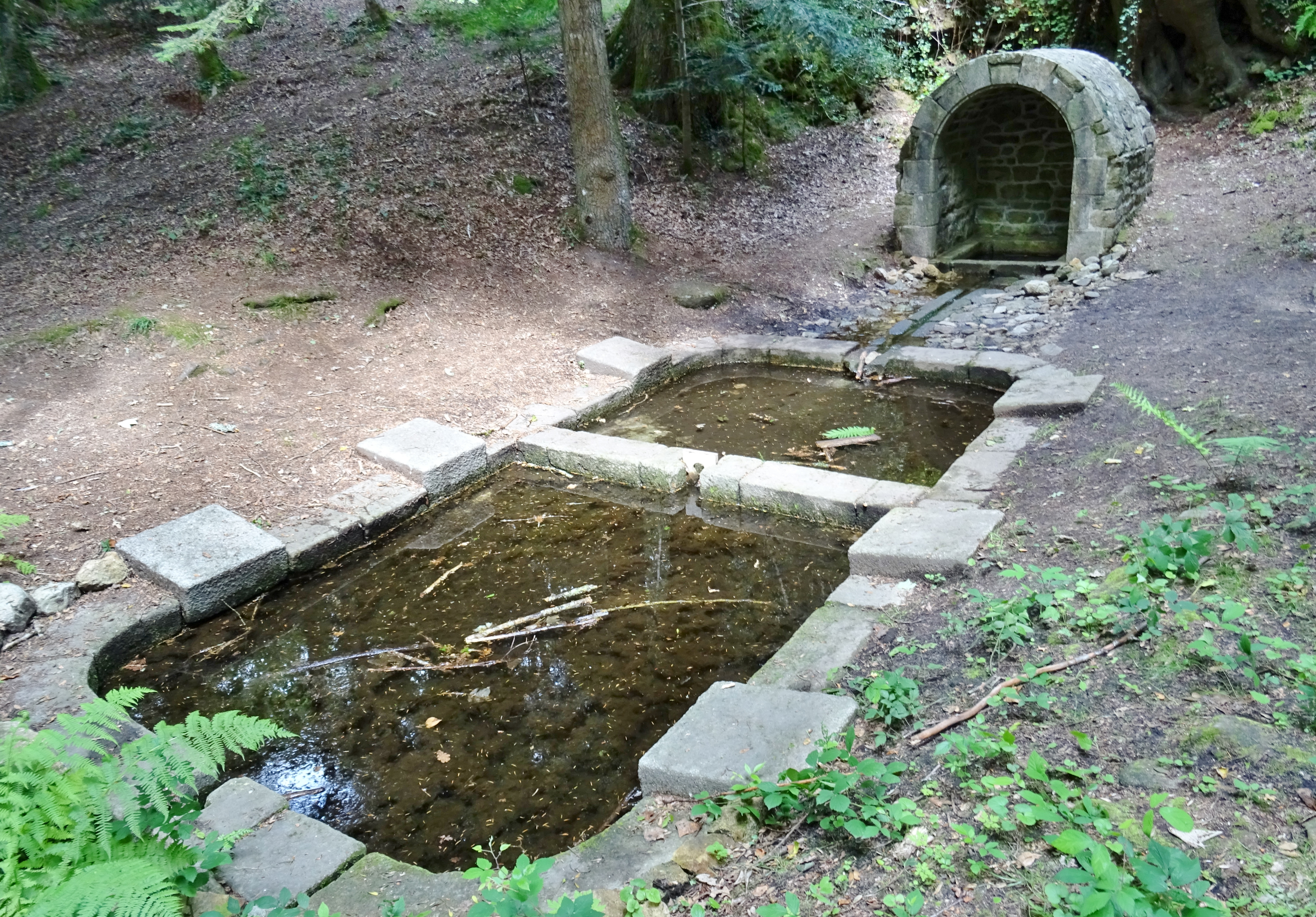
Quéven ː la fontaine et le lavoir du domaine de Kerrousseau.

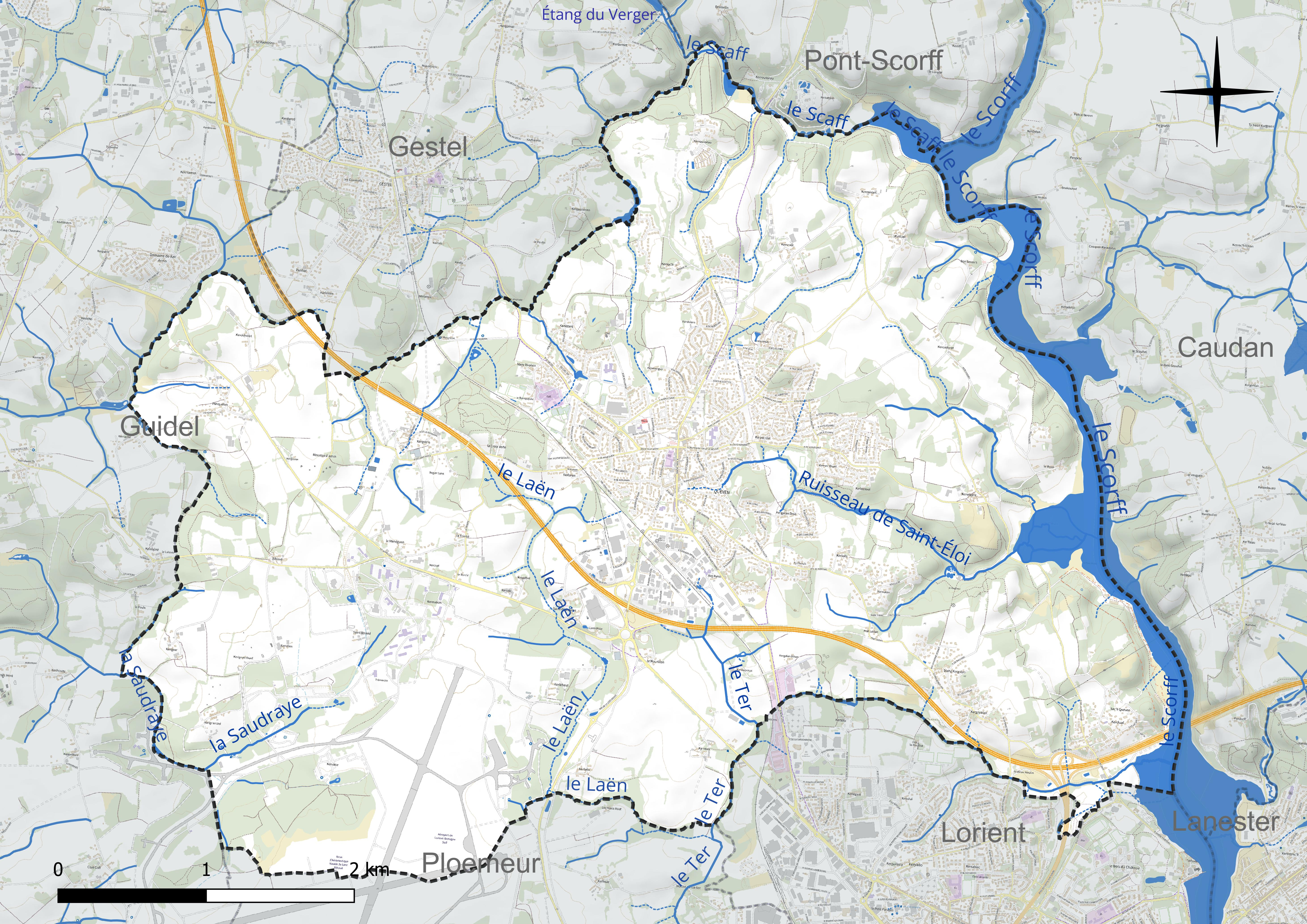
Réseau hydrographique de Quéven.

### Relief

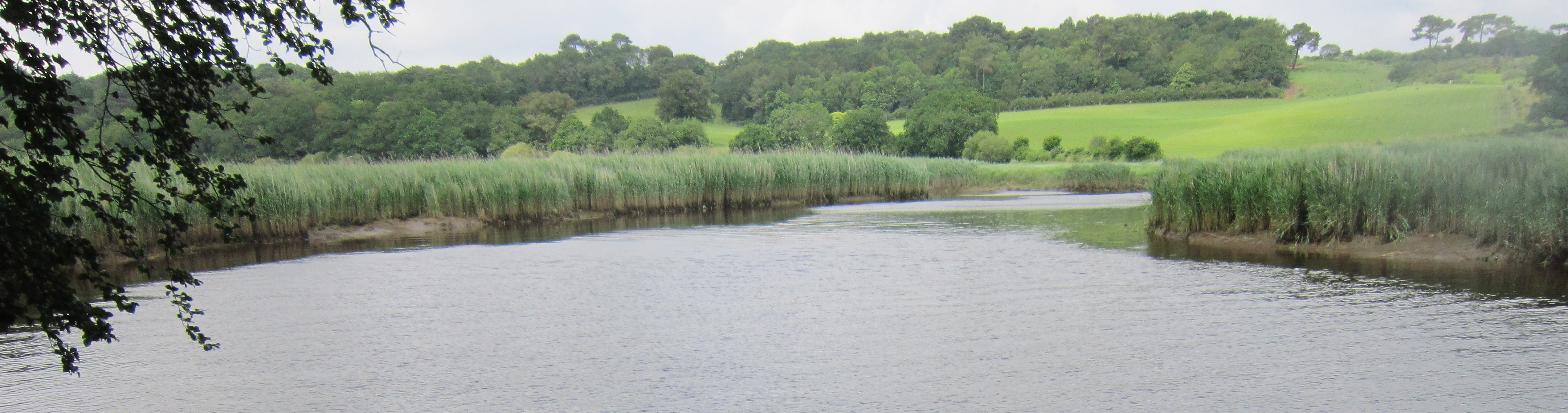
Roselières des deux rives de la ria du Scorff à hauteur de la chapelle Notre-Dame-de-Bon-Secours.

Le finage de Quéven est constitué pour l'essentiel d'un plateau en pente douce vers le sud-est, qui culmine à 68 mètres au niveau de la chapelle de la Trinité, mais situé pour l'essentiel entre 60 et 30 mètres d'altitude (le bourg est vers 50 mètres et l'essentiel de la base aéronavale, d'une platitude remarquable, vers 45 mètres. Ce plateau est troué par les vallées des cours d'eau précités, souvent encaissées d'une vingtaine de mètres, voire plus par endroits, par rapport au plateau, dont l'altitude atteint, pour celle du Scorff le niveau de la mer au niveau de son estuaire, bordé de paluds au niveau de la confluence avec le Scave, ainsi que plus au sud à proximité de la chapelle Notre-Dame-de-Bon-Secours et, encore plus en aval, au niveau du lieu-dit "Les Paluds" (le Pont Brûlé).
| - Carte topographique de la commune de Quéven. |

### Climat
Le climat qui caractérise la commune est qualifié, en 2010, de « climat océanique franc », selon la typologie des climats de la France qui compte alors huit grands types de climats en métropole. En 2020, la commune ressort du type « climat océanique » dans la classification établie par Météo-France, qui ne compte désormais, en première approche, que cinq grands types de climats en métropole. Ce type de climat se traduit par des températures douces et une pluviométrie relativement abondante (en liaison avec les perturbations venant de l'Atlantique), répartie tout au long de l'année avec un léger maximum d'octobre à février.
Les paramètres climatiques qui ont permis d’établir la typologie de 2010 comportent six variables pour les températures et huit pour les précipitations, dont les valeurs correspondent à la normale 1971-2000. Les sept principales variables caractérisant la commune sont présentées dans l'encadré ci-après.
| Paramètres climatiques communaux sur la période 1971-2000 - Moyenne annuelle de température : 11,8 °C - Nombre de jours avec une température inférieure à −5 °C : 0,7 j - Nombre de jours avec une température supérieure à 30 °C : 1,4 j - Amplitude thermique annuelle : 11,3 °C - Cumuls annuels de précipitation : 959 mm - Nombre de jours de précipitation en janvier : 14,5 j - Nombre de jours de précipitation en juillet : 7,2 j |

Avec le changement climatique, ces variables ont évolué. Une étude réalisée en 2014 par la direction générale de l'Énergie et du Climat complétée par des études régionales prévoit en effet que la  température moyenne devrait croître et la pluviométrie moyenne baisser, avec toutefois de fortes variations régionales. La station météorologique de Météo-France installée sur la commune et mise en service en 1952 permet de connaître en continu l'évolution des indicateurs météorologiques. Le tableau détaillé pour la période 1981-2010 est présenté ci-après.
La température moyenne annuelle évolue de 11,6 °C pour la période 1971-2000, à 12 °C pour 1981-2010, puis à 12,2 °C pour 1991-2020.
| Mois                                  | jan.             | fév.           | mars            | avril           | mai             | juin            | jui.           | août           | sep.         | oct.            | nov.          | déc.            | année      |
| ------------------------------------- | ---------------- | -------------- | --------------- | --------------- | --------------- | --------------- | -------------- | -------------- | ------------ | --------------- | ------------- | --------------- | ---------- |
| Température minimale moyenne (°C)     | 3,8              | 3,4            | 4,9             | 6,1             | 9,4             | 11,7            | 13,6           | 13,4           | 11,6         | 9,5             | 6,2           | 4,1             | 8,2        |
| Température moyenne (°C)              | 6,6              | 6,7            | 8,6             | 10,3            | 13,5            | 16,1            | 18             | 18             | 16,1         | 13,1            | 9,4           | 7,1             | 12         |
| Température maximale moyenne (°C)     | 9,5              | 9,9            | 12,3            | 14,4            | 17,7            | 20,6            | 22,5           | 22,6           | 20,5         | 16,6            | 12,6          | 10              | 15,8       |
| Record de froid (°C) date du record   | −13,1 20.01.1963 | −11 03.02.1956 | −7,4 03.03.1965 | −4,1 12.04.1986 | −1,1 03.05.1967 | 1,6 11.06.1955  | 3,4 08.07.1954 | 4,1 14.08.1956 | 1 11.09.1972 | −1,8 18.10.1955 | −5 20.11.1971 | −8,7 25.12.1962 | −13,1 1963 |
| Record de chaleur (°C) date du record | 16,8 27.01.03    | 18,4 24.02.19  | 23,3 30.03.1965 | 27,1 23.04.1984 | 29,8 25.05.12   | 35,9 30.06.1976 | 34,9 18.07.06  | 37,5 10.08.03  | 31 07.09.21  | 27,2 01.10.1997 | 19,6 01.11.15 | 16,4 03.12.1953 | 37,5 2003  |
| Ensoleillement (h)                    | 70,1             | 95,1           | 137,6           | 182,5           | 204,9           | 230,1           | 223            | 215,9          | 192,6        | 115,8           | 84,9          | 74,8            | 1 827,2    |
| Précipitations (mm)                   | 108,3            | 82,6           | 72,9            | 67,2            | 74,6            | 50,4            | 56             | 49,3           | 70,5         | 104,4           | 103           | 111,7           | 950,9      |

### Paysages et habitat
Quéven présentait traditionnellement un paysage de bocage et un habitat rural dispersé (par exemple les hameaux de Kerdual et Sach Quéven, situés aux portes de Lorient) ; mais ce paysage traditionnel a été profondément modifié par l'urbanisation : de nombreux lotissements ont été construits depuis la Seconde Guerre mondiale aux alentours du bourg, qui a considérablement grossi, devenant une ville. Le reste du territoire communal a été relativement préservé de l'urbanisation, conservant donc un aspect rural (bocage et habitat dispersé) sauf au sud-est (hameaux de Stang Kergolan, Kergavalan, Kerdual et Sac'h Quéven) en raison de la proximité de la ville de Lorient et pour partie en raison de la présence de la base aéronavale pour la partie sud-ouest de la commune.

### Transports

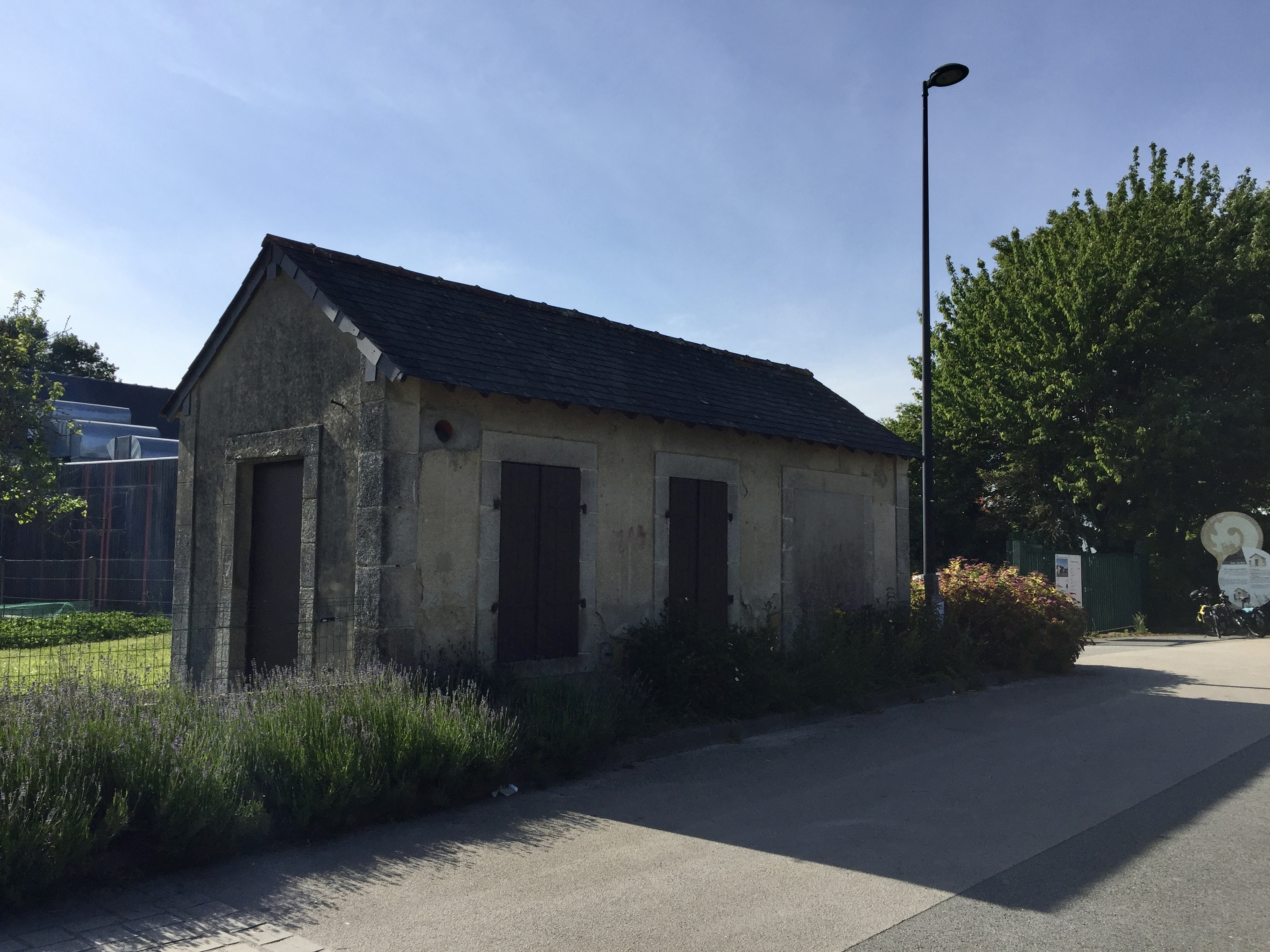
L'ancienne gare de Quéven.

La commune de Quéven est traversée par la voie express RN 165 et desservie par l'Échangeur de Caudan, à proximité duquel se sont développées les zones artisanles et industrielles du Mourillon et de Beg Runio côté nord, et la zone commerciale de Lann Roze (magasin Leroy-Merlin) côté sud. L'ancienne RN 165, devenue une simple route départementale (D 765) passe un peu plus au sud, traversant aussi le territoire communal en direction de Guidel vers l'ouest et de Lorient vers l'est. Le bourg, situé au nord de ces deux routes, est desservi principalement par la D 6, axe sud-nord venant de Lorient et se poursuivant en direction de Pont-Scorff.
La commune est aussi traversée par la voie ferrée venant de Lorient en direction de Quimper (dénommée initialement Ligne de Savenay à Landerneau), ligne empruntée notamment par des TGV Atlantique venant de Paris-Montparnasse en direction de Quimper, ainsi que par des TER en direction de Rennes (TER Bretagne) et Nantes ; mais la commune n'est plus desservie par une gare, les plus proches étant celles de Gestel et principalement de Lorient.
L'aéroport de Lorient-Bretagne-Sud, qui cohabite avec la Base d'aéronautique navale de Lann-Bihoué, est en partie situé sur la commune de Quéven.

#### Transports en commun
La commune de Quéven est desservie par le réseau Izilo :
| Ligne | T4 | Gestel - Pen Mané ↔ Quéven ↔ Larmor Plage centre    |
| Ligne | T4 | Pont-Scorff - Ninijo ↔ Quéven ↔ Larmor Plage centre |
| Ligne | 10 | Guidel - Plages ↔ Quéven ↔ Ploemeur - Kerbernès     |

## Urbanisme

### Typologie
Au 1er janvier 2024, Quéven est catégorisée ceinture urbaine, selon la nouvelle grille communale de densité à sept niveaux définie par l'Insee en 2022.
Elle appartient à l'unité urbaine de Lorient, une agglomération intra-départementale regroupant six  communes, dont elle est une commune de la banlieue,,. Par ailleurs la commune fait partie de l'aire d'attraction de Lorient, dont elle est une commune de la couronne,. Cette aire, qui regroupe 31 communes, est catégorisée dans les aires de 200 000 à moins de 700 000 habitants,.
La commune, bordée par l'océan Atlantique, est également une commune littorale au sens de la loi du 3 janvier 1986, dite loi littoral. Des dispositions spécifiques d’urbanisme s’y appliquent dès lors afin de préserver les espaces naturels, les sites, les paysages et l’équilibre écologique du littoral, tel le principe d'inconstructibilité, en dehors des espaces urbanisés, sur la bande littorale des 100 mètres, ou plus si le plan local d’urbanisme le prévoit.

### Occupation des sols

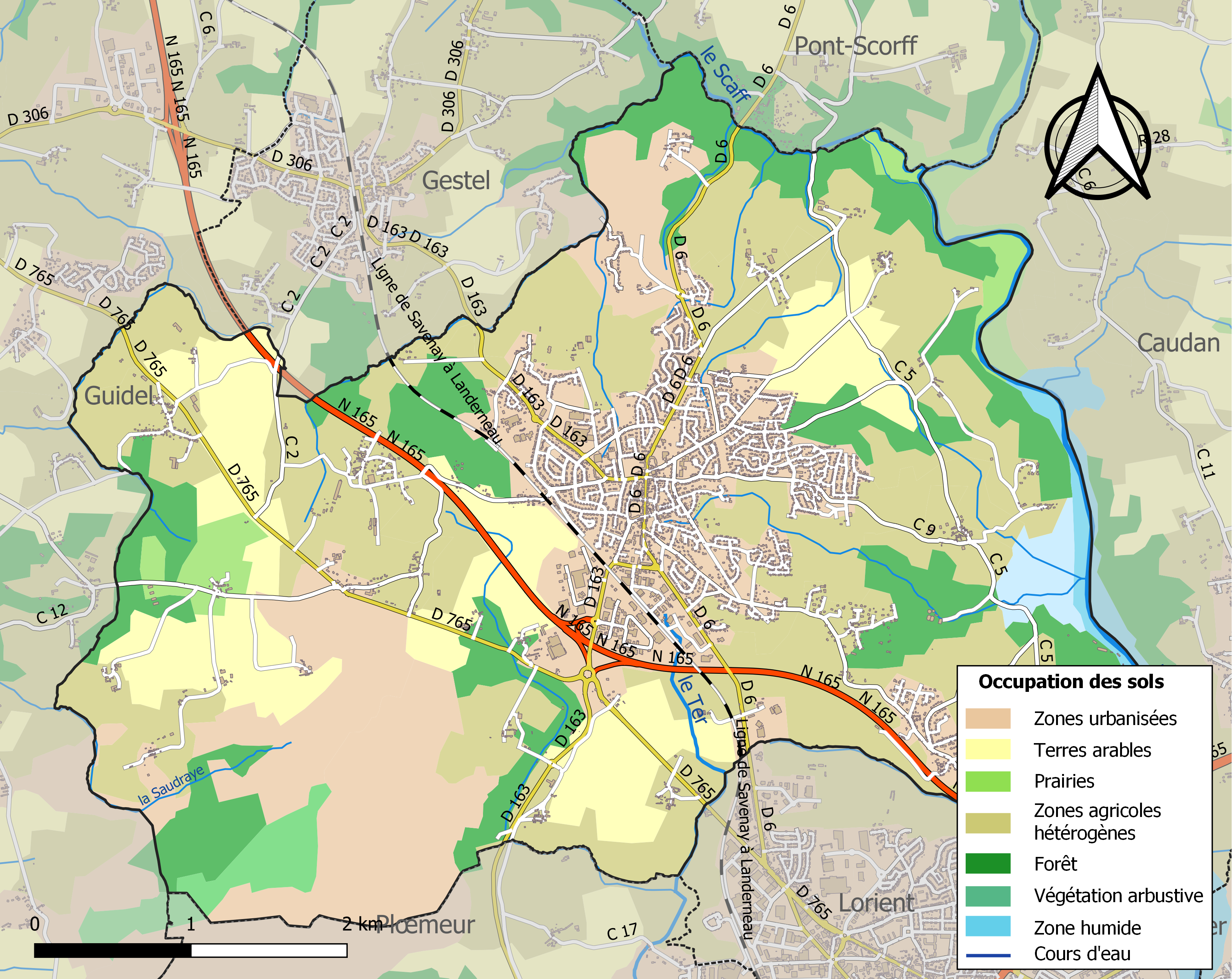
Carte des infrastructures et de l'occupation des sols de la commune en 2018 (CLC).

Le tableau ci-dessous présente l'occupation des sols de la commune en 2018, telle qu'elle ressort de la base de données européenne d’occupation biophysique des sols Corine Land Cover (CLC).
| Type d’occupation                                                                   | Pourcentage | Superficie (en hectares) |
| ----------------------------------------------------------------------------------- | ----------- | ------------------------ |
| Tissu urbain discontinu                                                             | 13,8 %      | 327                      |
| Zones industrielles ou commerciales et installations publiques                      | 8,7 %       | 207                      |
| Aéroports                                                                           | 5,8 %       | 138                      |
| Équipements sportifs et de loisirs                                                  | 2,6 %       | 61                       |
| Terres arables hors périmètres d'irrigation                                         | 13,4 %      | 318                      |
| Prairies et autres surfaces toujours en herbe                                       | 1,3 %       | 32                       |
| Systèmes culturaux et parcellaires complexes                                        | 27,2 %      | 648                      |
| Surfaces essentiellement agricoles interrompues par des espaces naturels importants | 9,8 %       | 233                      |
| Forêts de feuillus                                                                  | 15,8 %      | 375                      |
| Forêt et végétation arbustive en mutation                                           | 1,3 %       | 31                       |
| Marais intérieurs                                                                   | 0,3 %       | 6                        |
| Estuaires                                                                           | 0,1 %       | 2                        |
| Source : Corine Land Cover                                                          |             |                          |

## Toponymie
Le nom de la localité est attesté sous les formes Quetguen en 1387, Qaez ven en 1466, Queven en 1793, Quesven en 1801.
Son nom breton est Kewenn, prononcé localement [ˈcəɥən].
Koad, ar c'hoad, le bois, la forêt. On peut voir dans la seconde syllabe l'adjectif guen « blanc », ici, au sens de sacré.
Le toponyme du lieu-dit "Moustoir-Flamm" indique la présence d'un ancien monastère.

## Histoire

### Préhistoire
Quéven possède plusieurs monuments mégalithiques datant du néolithique: le tumulus et les dolmens de Kerroc'h, l'allée couverte de Kerscant, dit le dolmen du Triono, le menhir de Kerdehoret, le dolmen christianisé de Moustoir Flamm.
Une stèle funéraire gauloise se trouve à Kermérien.

#### Autres bâtiments et objets historiques

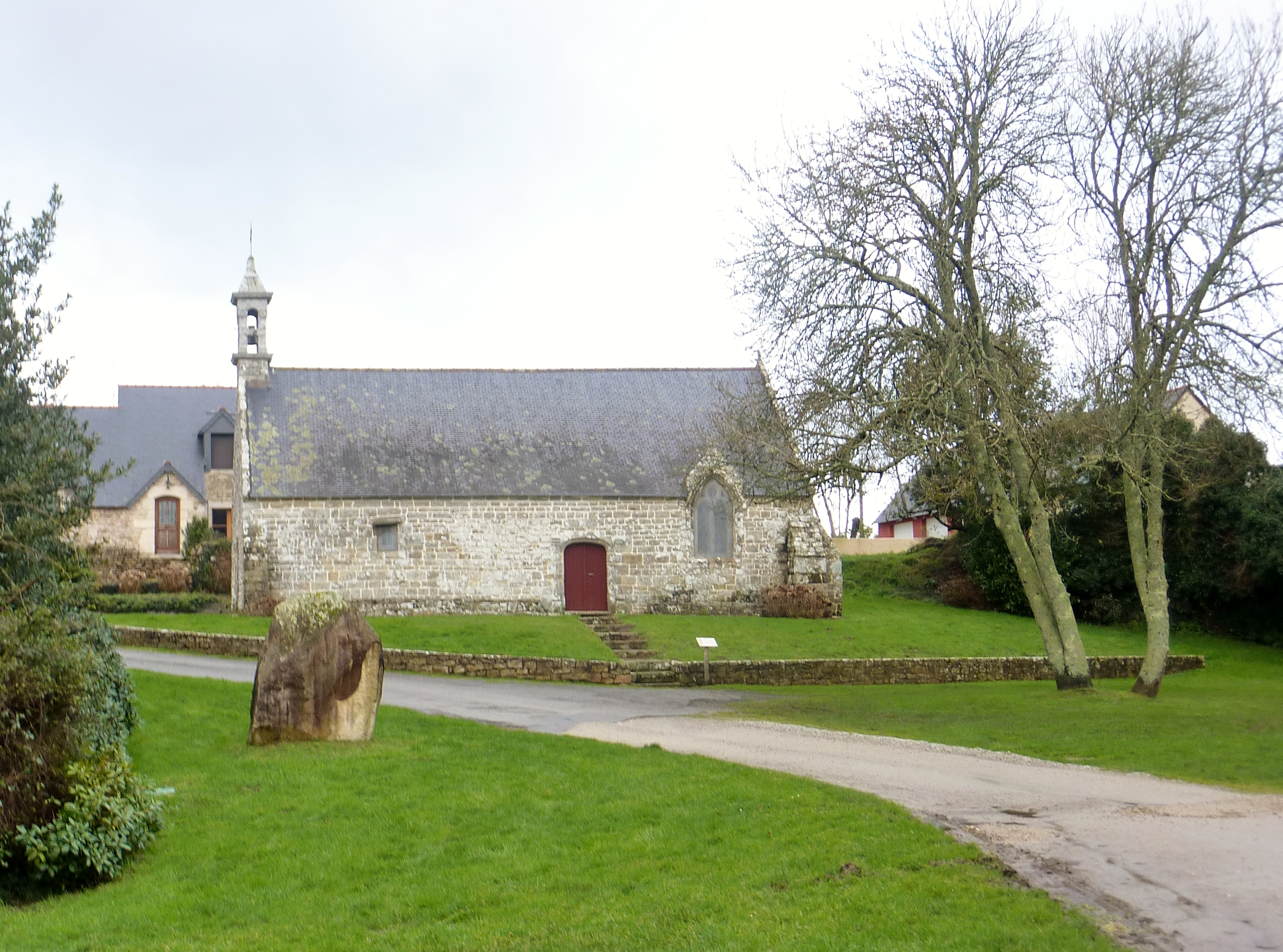
La chapelle Saint-Nicodème : vue extérieure d'ensemble.
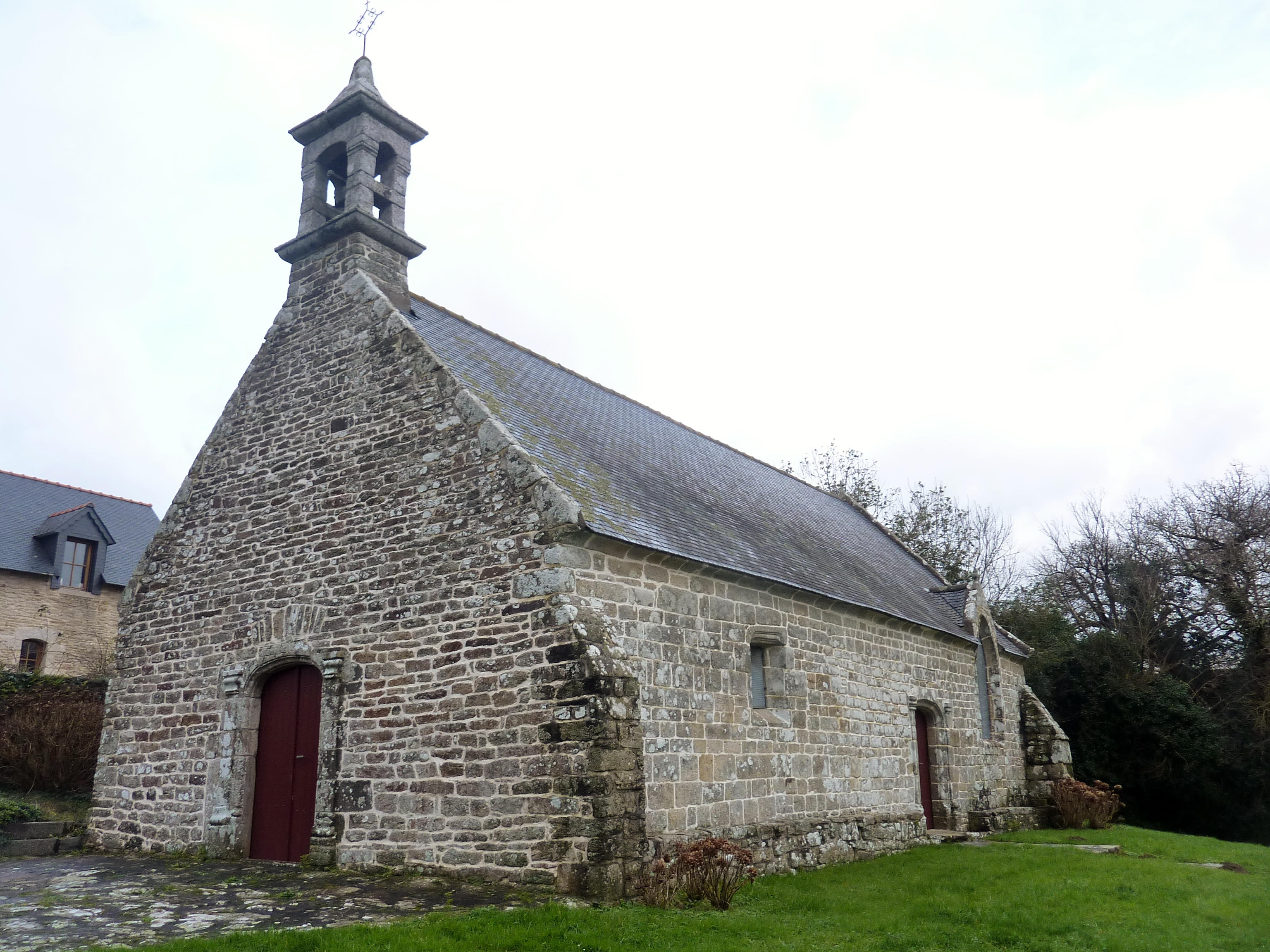
La chapelle Saint-Nicodème : vue extérieure.
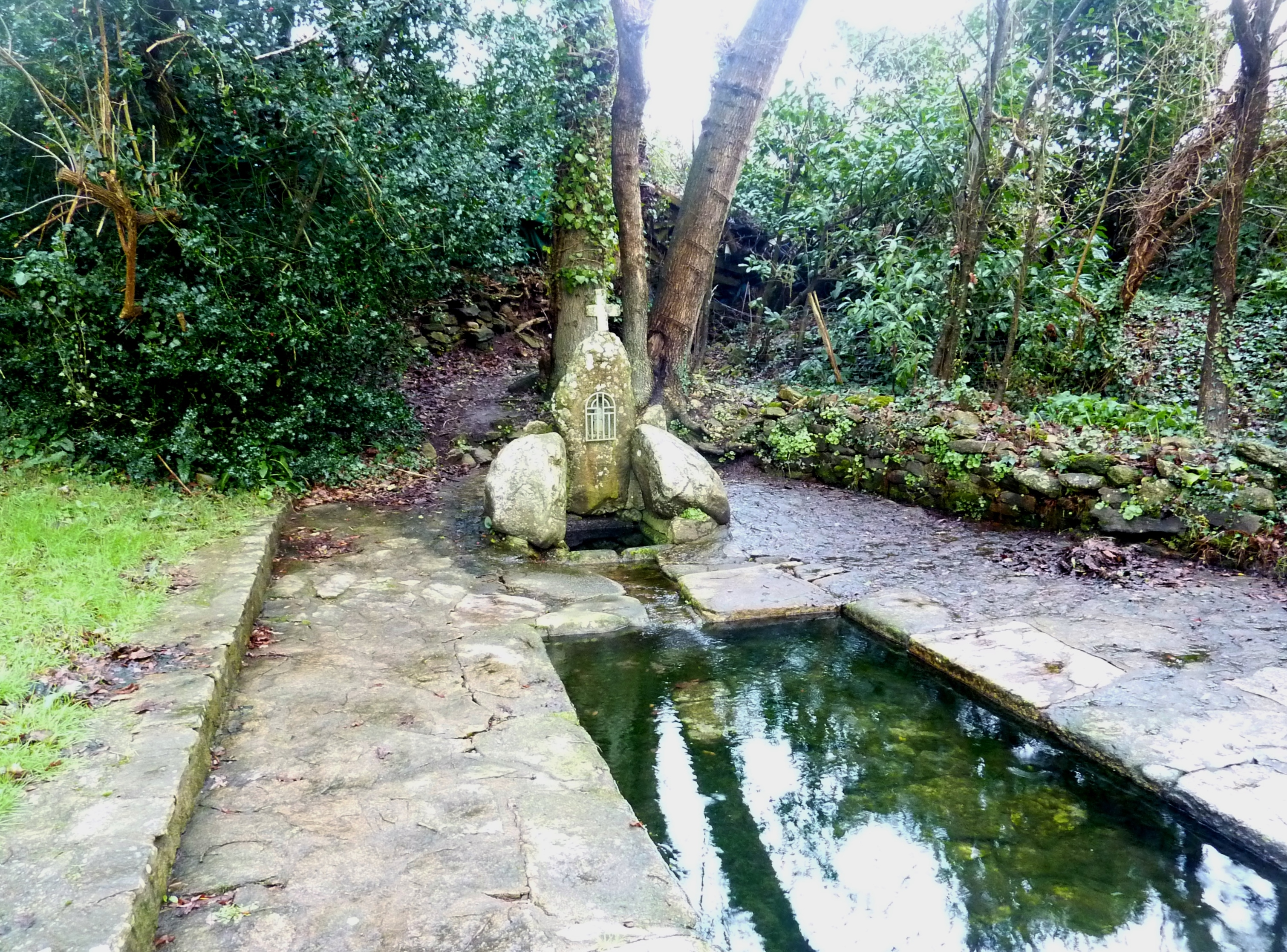
La fontaine de dévotion près de la chapelle Saint-Nicodème.
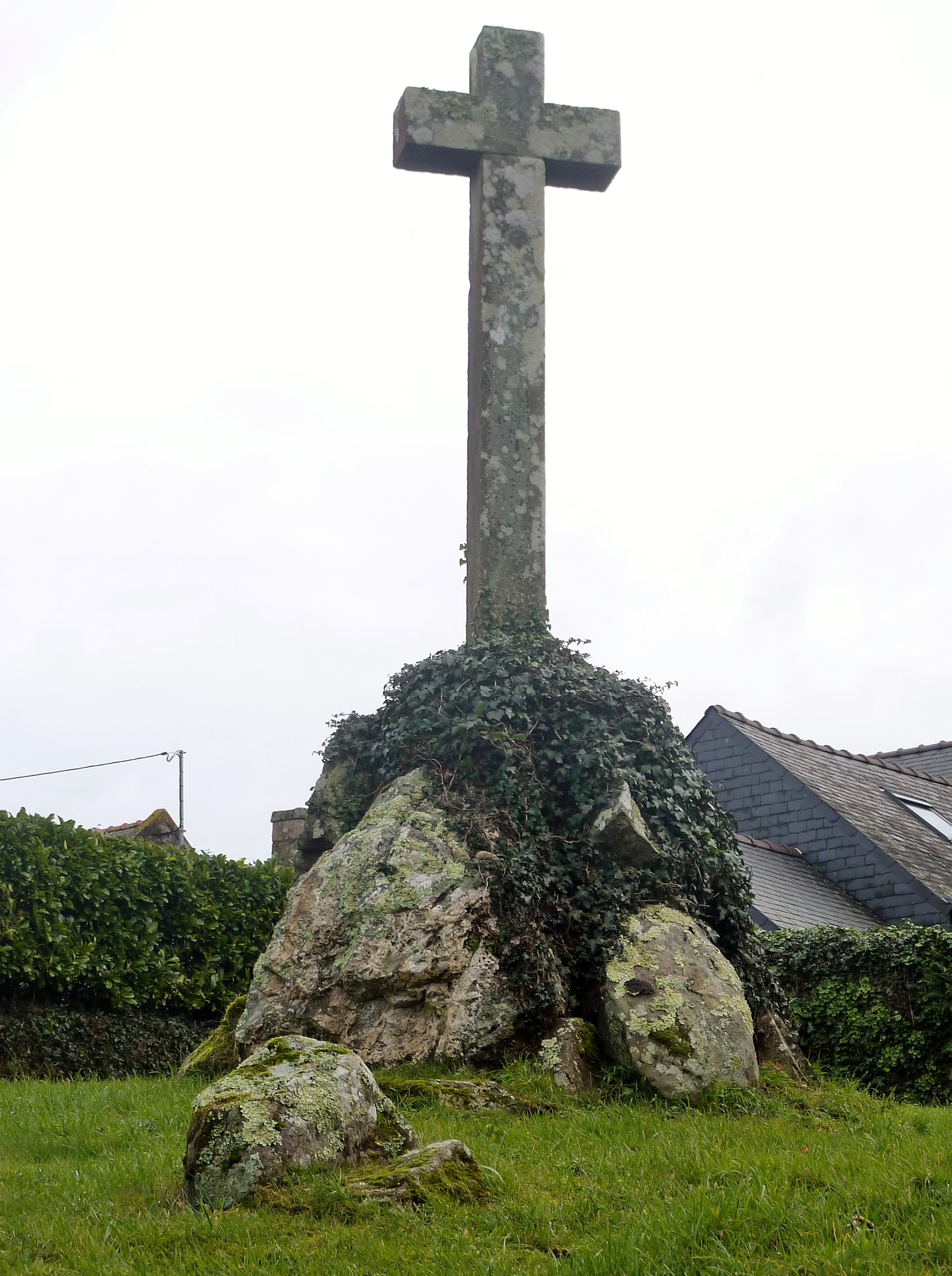
Croix monumentale près de la chapelle Saint-Nicodème.
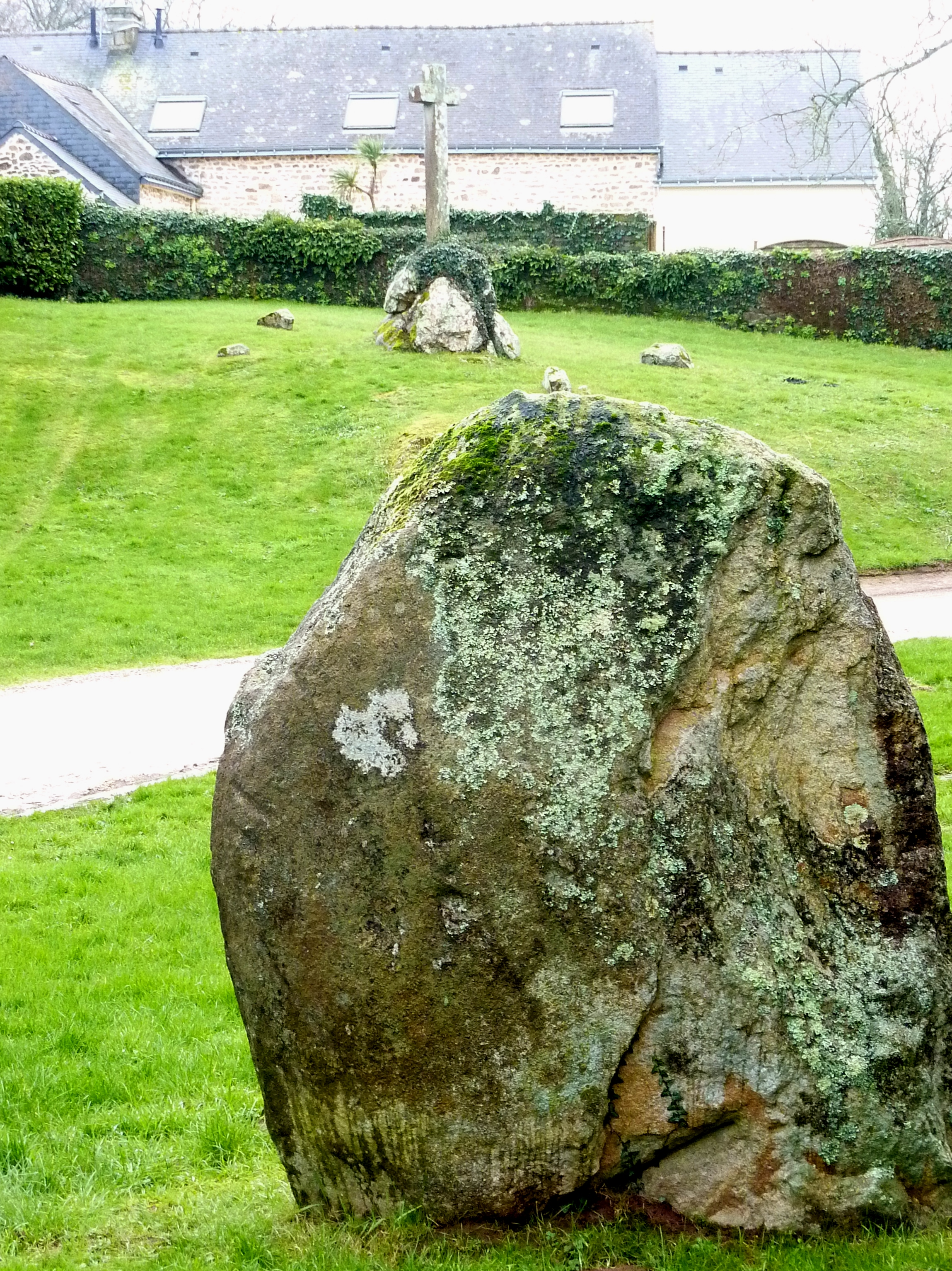
Menhir dans l'enclos de la chapelle Saint-Nicodème.

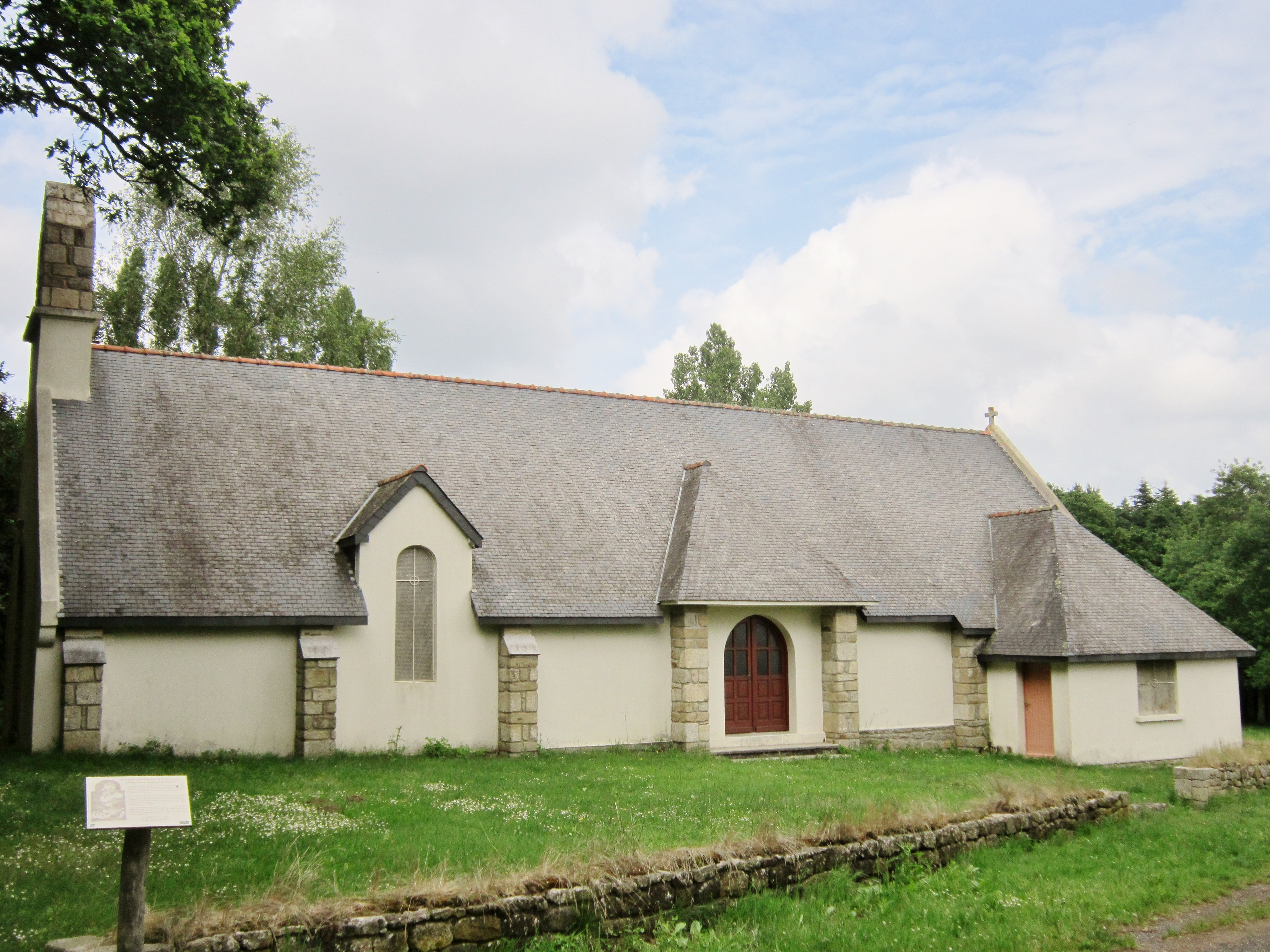
Chapelle Notre-Dame-de-Bon-Secours : flanc sud.
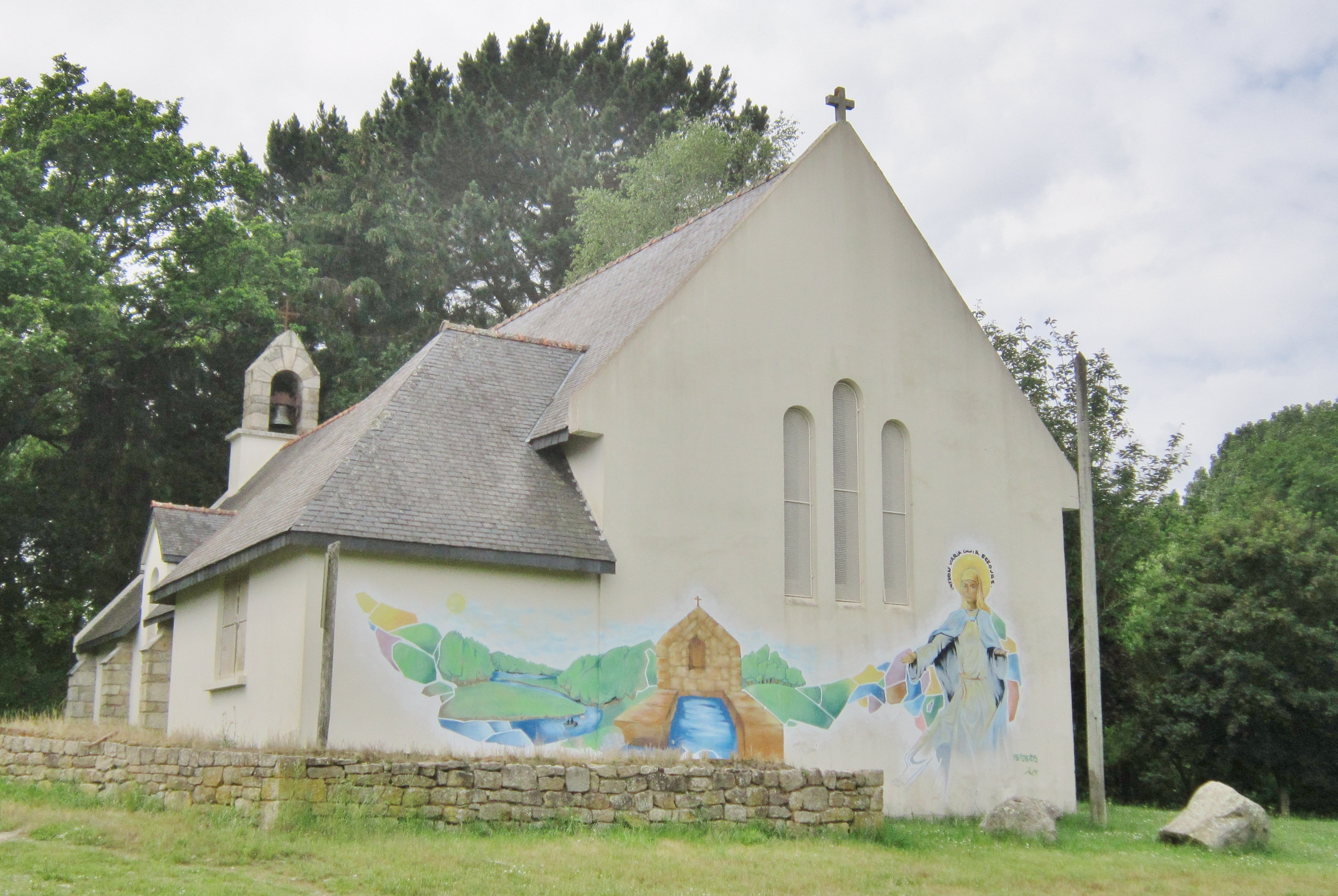
Chapelle Notre-Dame-de-Bon-Secours : pignon.

### Antiquité
De l'époque romaine il n'existe à Quéven aucun vestige connu, même si la région a été occupée par les Romains.

### Moyen-Âge
Un texte daté du 14 avril 1380 indique que le duc de Bretagne Jean IV fait alors don à la famille de Rohan du fief de La Roche-Moysan (en Arzano) et de la paroisse de Bihoué.
Bihoué (dont l'église était dédiée à saint Bieuzy, auquel Bihoué devant aussi son nom) aurait été le centre de la paroisse (qui englobait aussi Gestel) jusqu'au XVe siècle avant de devenir une simple trève de Quéven, qui devint le siège de la paroisse au XVIIe siècle. La paroisse de Quéven faisait partie de la seigneurie de Kéménet-Héboé et du doyenné des Bois.
À Quéven, le linteau de la ferme de Kerlaren porte, écrite en lettres gothiques, la plus ancienne inscription connue en Bretagne sur une maison rurale : 
« L'AN MIL : III cc IIII XX XIIII »(«l'an 1494 »).

### Temps modernes
L'ancien fief de Kerruisseau (Kerrousseau) est attesté dès 1464 ; ses seigneurs successifs (familles Lopriac, Guimarho et du Pérenno (au XVIIe siècle) étaient vasseaux de la principauté de Rohan-Guémené. Le domaine, situé stratégiquement en hauteur, sur la voie reliant Quéven à Pont-Scorff en passant par le pont de Frémeur sur le Scave, comprenait en 1710 un manoir, une chapelle privée, un colombier, deux métairies nobles, une vingtaine de tenures et un moulin, situé sur la Ruisseau du Moulin de Kerrousseaux. À la fin du XVIIIe siècle le manoir est remplacé par un château construit par la famille de Kerpaën, alors propriétaire, et inspiré de l'Hôtel Gabriel de Lorient.

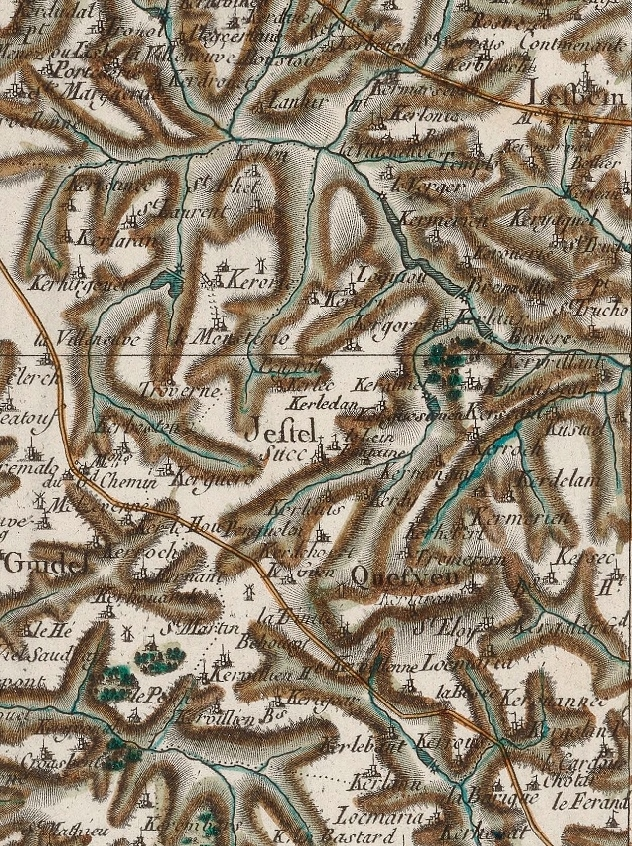
Carte de Cassini (1783) : les paroisses de Quéven et Gestel.

En 1759 la paroisse de Quéven devait chaque année fournir 26 hommes pour servir de garde-côtes.
Jean-Baptiste Ogée décrit ainsi Quéven en 1778 :

« Quéven ; sur une hauteur, à 11 lieues à l'Ouest-Nord-Ouest de Vannes, son évêché ; à 19 lieues de Rennes ; et à une lieue de l'Orient, sa subdélégation. Quéven ressortit à Hennebon et compte 1 500 communiants. La cure est à l'alternative. Des terres en labeur, des prairies, des arbres à fruits ; voilà ce que présente à la vue ce territoire, qui est très bien cultivé. On a fait un grand chemin qui conduit de la route de Quimperlé au bourg de Quéven. »

65 hameaux sont recensés à Quéven juste avant la Révolution française.

### LeXIXesiècle
A. Marteville et P. Varin, continuateurs d'Ogée, décrivent ainsi Quéven en 1845 :

« Quéven (sous l'invocation de Saint Pierre): commune formée par l'ancienne paroisse de ce nom, plus sa trève, Bayars [en fait Bihoué], qu'elle a absorbée ; aujourd'hui succursale ; chef-lieu de perception. (...) Principaux villages : Kerousseaux, Kerscant, Rustuel, Kercadoret, Mané, Rivalain, Kerlehoret, la Trinité, Bihoué, Kervilien, Tremerzin, Kerignan-Izel, Kerlanc, Kerouanet, Kerlanan, Kerdnale. Moulins de Hadenec, de Sac-Quéven, à eau. Outre l'église, qui est moderne et n'offre rien de remarquable, il y a en Quéven les quatre chapelles de la Trinitéde Saint-Nicodème, de Saint-Éloi et de Vrai-Secours, qui ne sont desservies qu'à la fête de leur patron. Le plus ancien fief de cette paroisse était Kerruisseaux, qui dépendait du prince de Rohan-Guémené. Le château actuel est une construction qui remonte à la fin du siècle dernier, et qui a due être bâtie avec les pierres de l'ancien manoir, dont on ne voit plus aucune trace. Près du village de Kerdehoret, situé à peu de distance de la grande route de Lorient à Quimperlé, est un moulin qui peut avoir 5 à 6 mètres de haut sur 2 m de large à sa base. Il y a aussi en Quéven plusieurs carrières de pierres de taille, qui ont fourni la majeure partie des matériaux employés au bassin et aux cales couvertes de Lorient. Une distillerie de résidus de cidre. Il y a foire le mercredi de Pâques et le mercredi après la Trinité. Géologie : granite. On parle le breton. »

Une épidémie de choléra partie de Lorient en octobre 1865 concerna 30 malades (dont 17 morts) en 1866 à Quéven. En 1886 c'est une épidémie de fièvre typhoïde qui fit 15 malades (dont 4 décès) à Quéven.

### LeXXesiècle

#### La Belle Époque
Un décret du Président de la République en date du 14 juin 1911 attribue, à défaut de bureau de bienfaisance, les biens ayant appartenu à la fabrique de Quéven et actuellement placés sous séquestre à la commune de Quéven.

#### La Première Guerre mondiale
Le monument aux morts de Quéven porte les noms de 58 soldats et marins morts pour la France pendant la Première Guerre mondiale : parmi eux 7 sont morts en Belgique dont 5 dès l'année 1914 dans les combats de Maissin et de Rossignol ; 1 (Yves Le Nivonic) est un marin mort en mer lors du naufrage du cuirassé Bouvet ; Michel Le Coroller est mort en captivité en Allemagne ; la plupart des autres sont morts sur le sol français dont 3 (Jean Goulian, Georges Martin-Sané et Julien Pierre) décorés de la médaille militaire et de la croix de guerre et Mathurin Portier de la croix de guerre.

#### L'entre-deux-guerres
Le monument aux morts de Quéven et son poilu, , en kersantite, taillés par Jean Joncourt, sculpteur et marbrier de Quimperlé, fut inauguré le 9 octobre 1921.L'inauguration fut fêtée en grande pompe, avec messe, bénédiction, cérémonie et gueuleton.

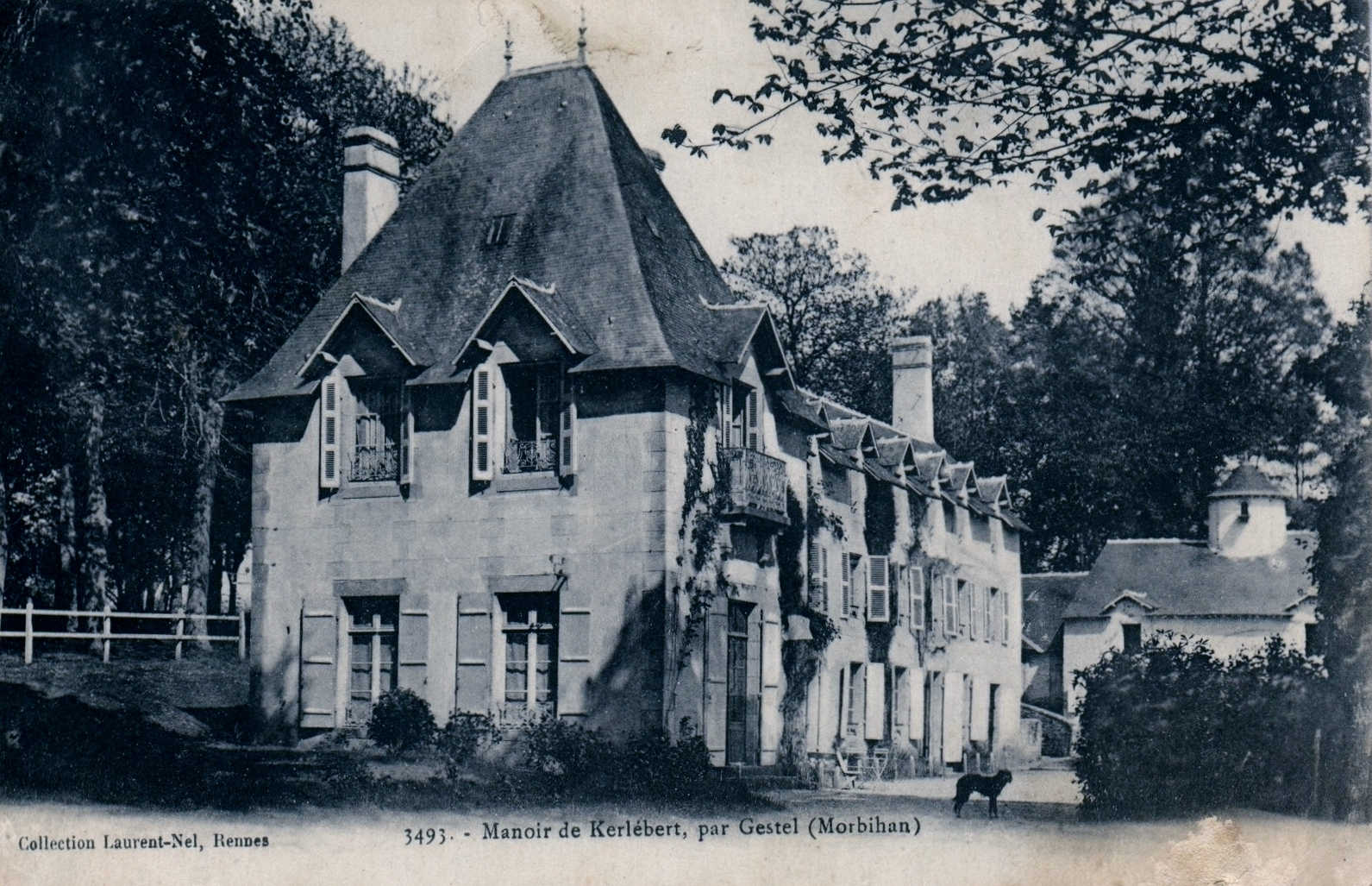
Le manoir de Kerlébert en 1923 (carte postale).
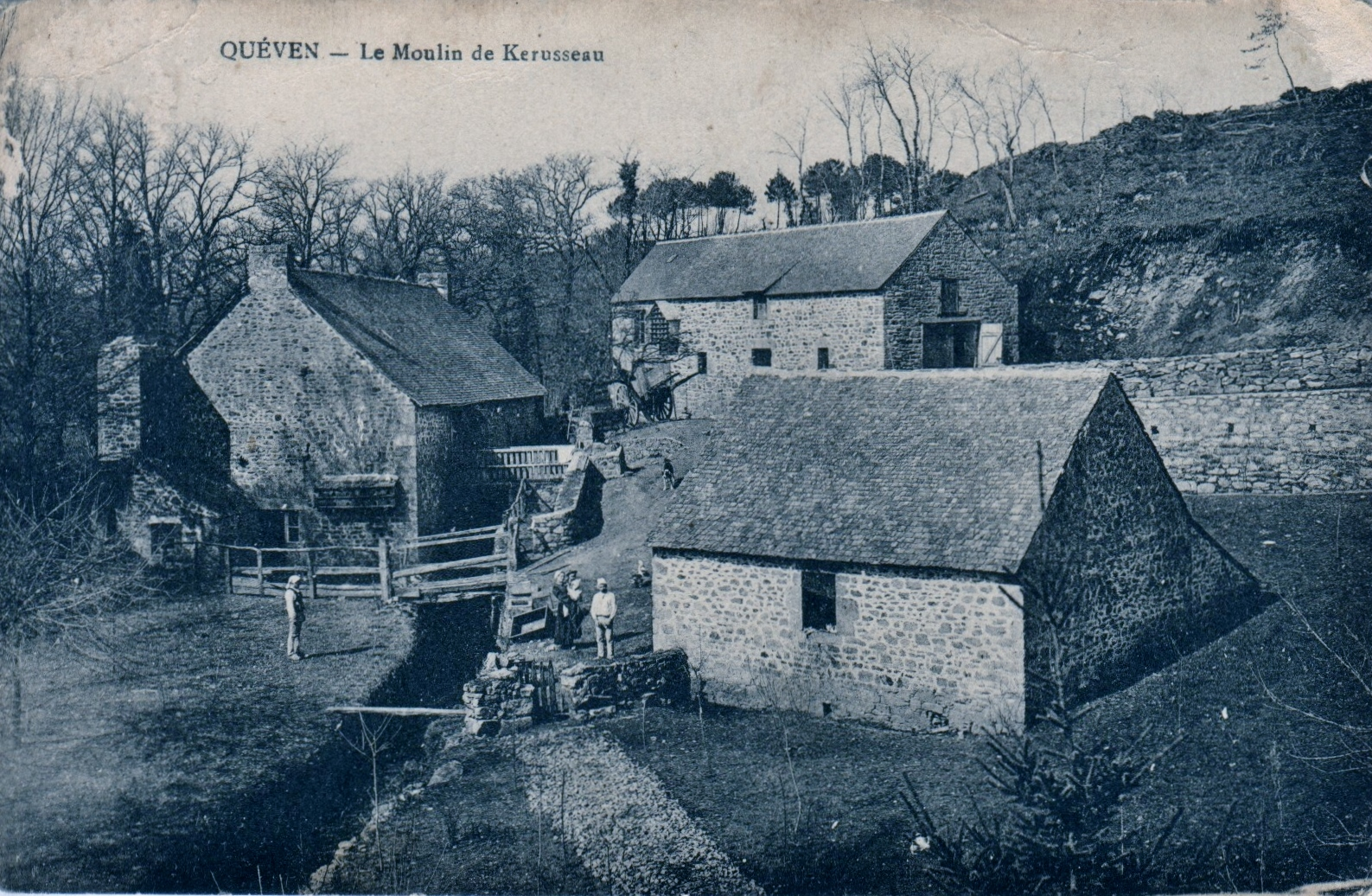
Le moulin de Kerusseau (Kerrousseau) en 1929 (carte postale).
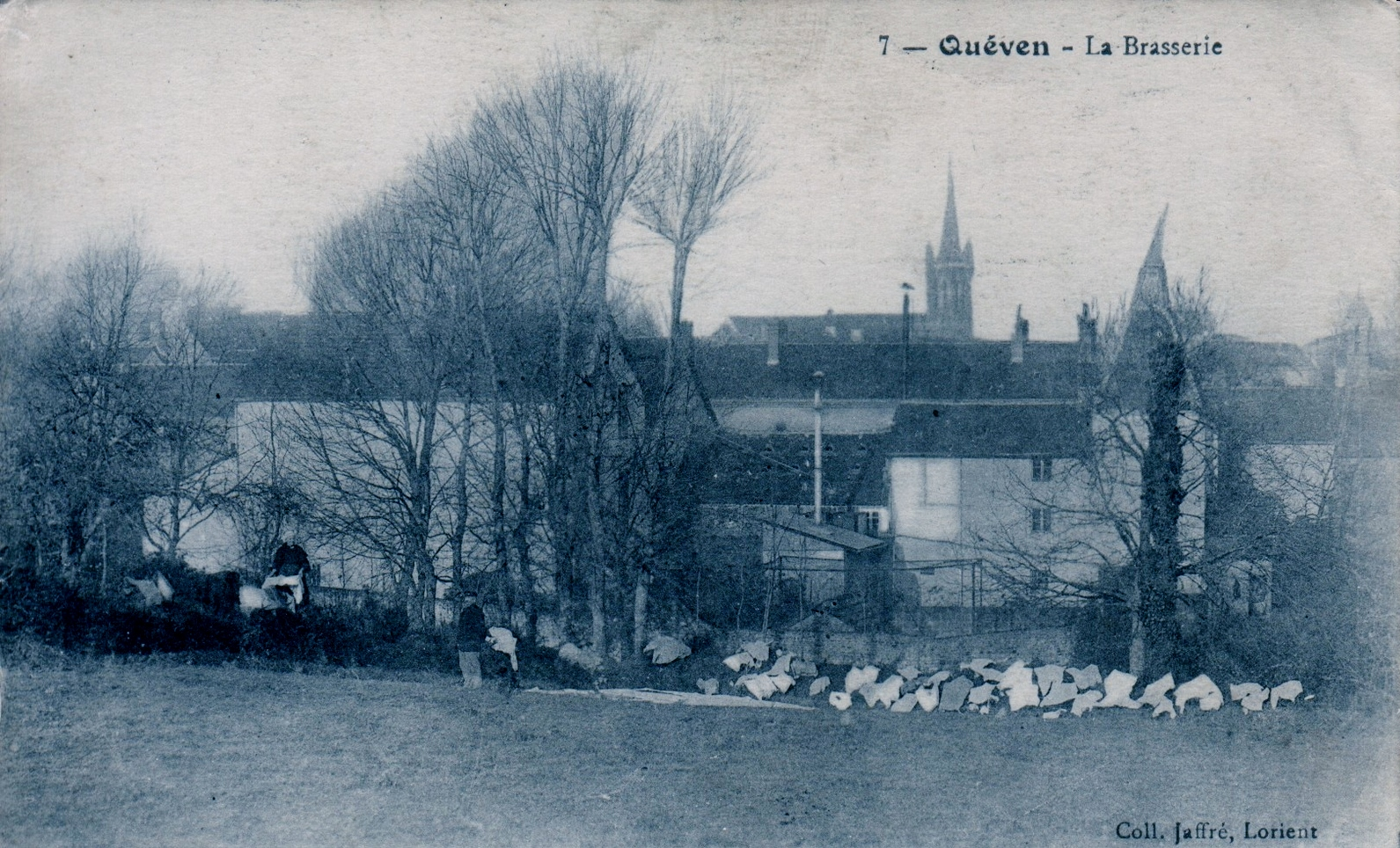
Quéven : la Brasserie en 1929 (carte postale).
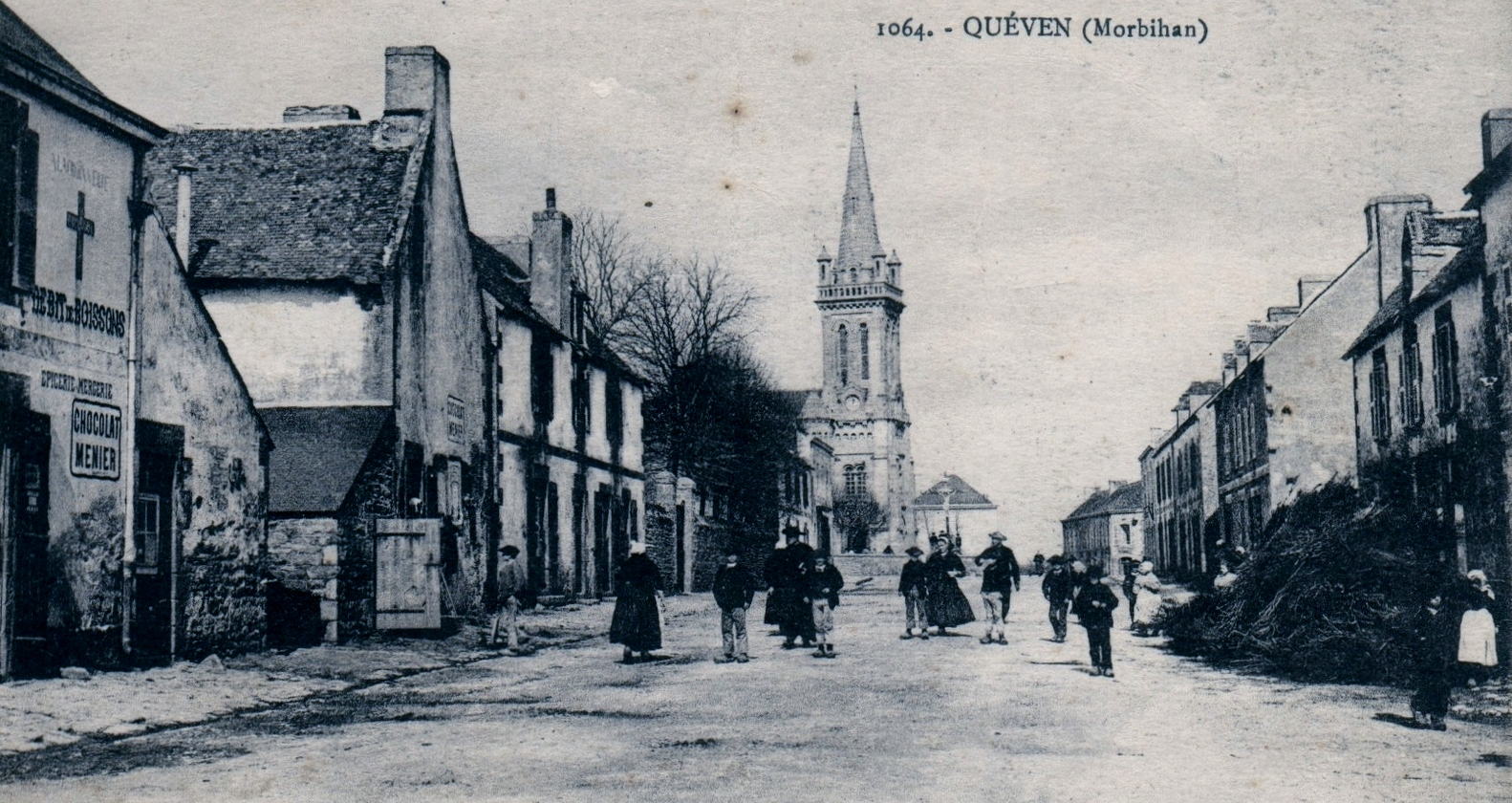
Le bourg de Quéven vers 1930 : la rue de Lorient (carte postale).

Dès 1933 la Chambre de commerce de Lorient souhaite créer un terrain d'aviation ; en 1938 elle achète un terrain aux confins de Quéven et Ploemeur, mais le vend en 1939 à l'Armée de l'air.

#### La Seconde Guerre mondiale
Le monument aux morts de Quéven porte les noms de 38 personnes mortes pour la France pendant la Seconde Guerre mondiale. Parmi elles, Jean Even, militant communiste, mort en déportation le 19 septembre 1942 au camp de concentration d'Auschwitz ; Émile Le Molgat, résistant, tué au combat le 13 juillet 1944 à Monassut-Audiracq (Basses-Pyrénées) ; 23 personnes sont des victimes civiles de la guerre tuées à Quéven, dont Yves Diény, médecin, et René Lote, professeur, tous deux fusillés par les Allemands le 18 août 1944 au lieu-dit Kertanguy, sur la route de Pont-Scorff ; les autres victimes civiles ont été tuées pour la plupart lors des bombardements ou des combats (par exemple trois membres de la famille Le Gall le 21 mars 1945).
Les Allemands arrivent à Quéven le 21 juin 1940. Ils reprennent le projet aérien de l'Armée de l'air française, mais l'étendent considérablement (le terrain passe de 42 ha à 1 200 ha et des dizaines de fermes sont supprimées) : deux pistes, longues chacune de 2 km, sont construites, ainsi que 75 hangars destinés à abriter avions et infrastructures diverses de la Luftwaffe ; la base, dénommée "Kerlin Bastard" par les Allemands, entre en service en décembre 1941 ; dès 1942 elle abrite une centaine d'avions qui participent à la bataille de l'Atlantique ; elle est protégée par la batterie de Moustoir Flamm. Lors de la libération de la base (qui survient tardivement en raison de la résistance allemande dans la poche de Lorient), le 10 mai 1945, 16 000 soldats allemands y sont faits prisonniers.
Le 7 août 1944 des troupes alliées entrent dans Quéven, mais les combats sont intenses (le château de Kerrousseau, qui servait de lieu de villégiature pour les officiers allemands, est incendié par ces derniers) et une bonne partie de la population civile de la ville se réfugie dans les caves de l'andouillerie Crenne, mais les Allemands réoccupent Quéven les jours suivants et le bourg est incendié le 18 août 1944.
En janvier 1945, la ville de Toulouse accepte, par le truchement de son maire, Raymond Badiou, la proposition d'adoption de la commune meurtrie, et en conséquence le parrainage proposé à cette fin, le 23 décembre 1945, par le maire de Quéven de l'époque, Louis Kermabon, et Alphonse Viros. Ultérieurement, en souvenir de cette aide, la commune de Quéven inaugure une place de Toulouse et la ville rose, une rue de Quéven.
La commune de Quéven a été décorée le 25 septembre 1949 de la croix de guerre 1939-1945, par citation en date du 11 novembre 1948 du secrétaire d'État aux Forces Armées Max Lejeune.

#### Espaces verts

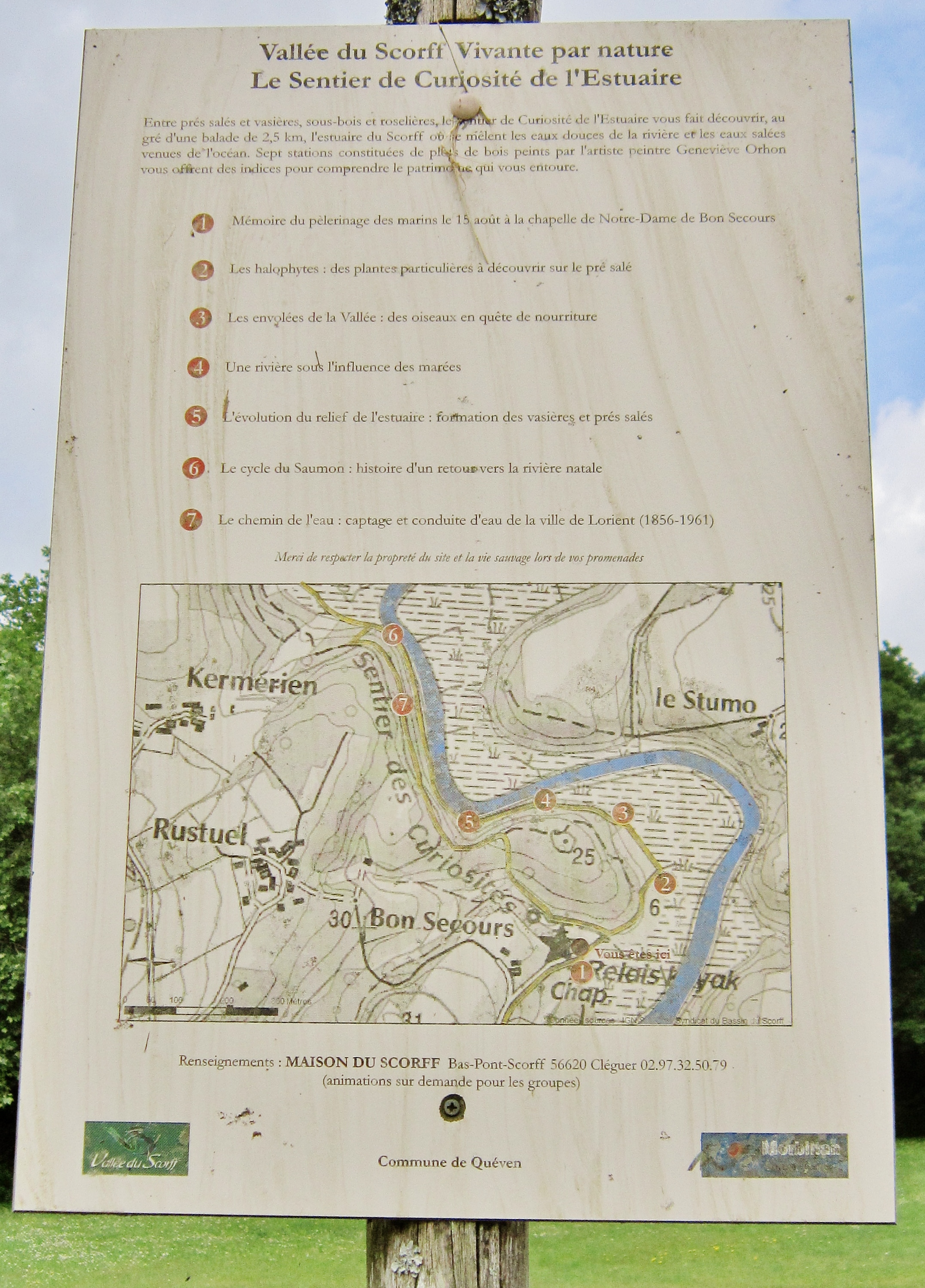
Quéven : panneau d'information touristique du "Sentier des Curiosités".

## Jumelages

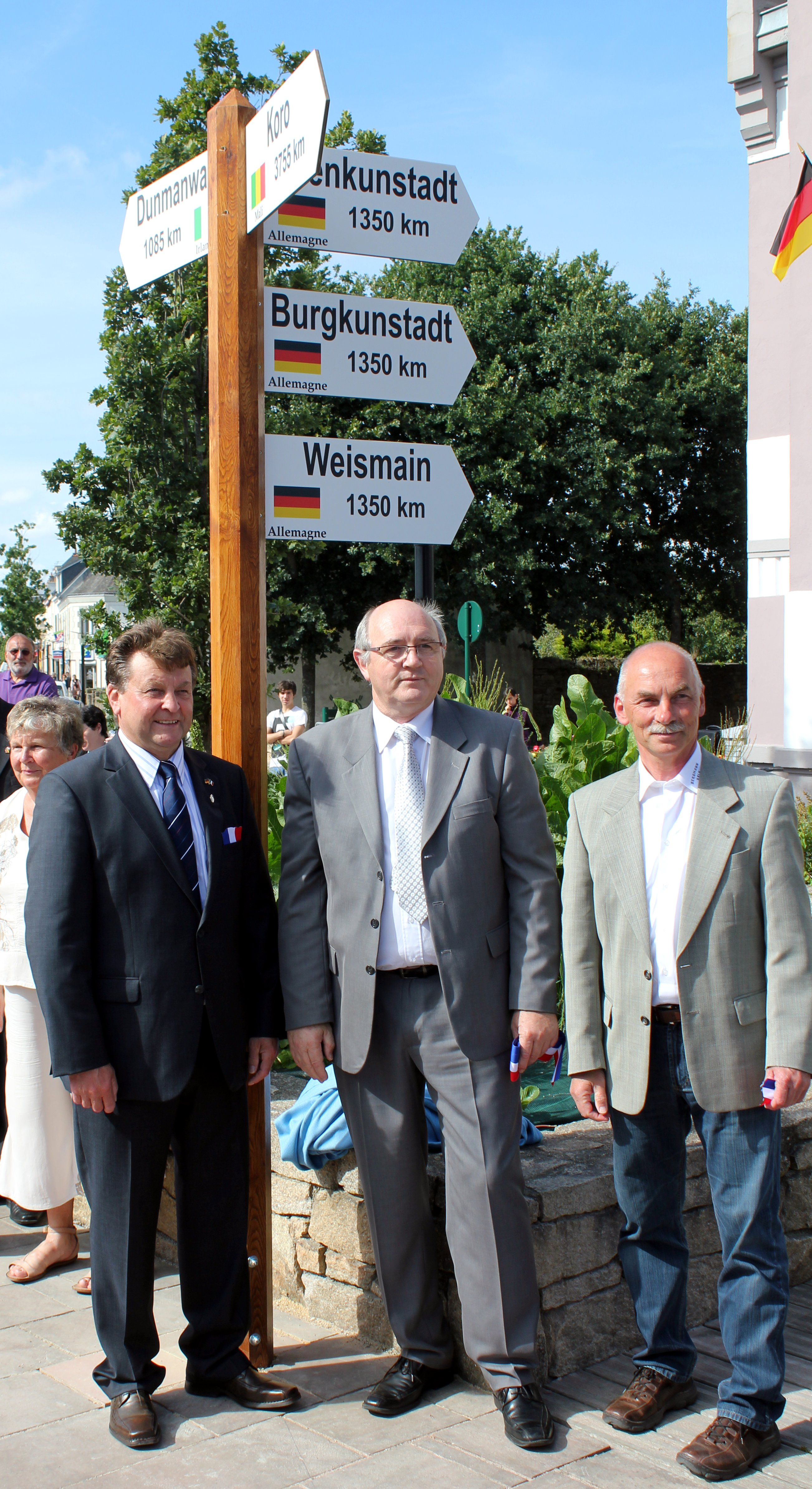
L'inauguration de l'arbre de Jumelage à Quéven. De gauche à droite : Heinz Petterich (maire de Burgkunstadt), Marc Cozilis (maire de Quéven) et Reinhard Huber (Chef de la Deutsch-Französischen-Gesellschaft Obermain - AFO).

#### L'après Seconde Guerre mondiale
Le journal L'Espoir du Morbihan écrit le 24 mars 1946 qu'à Quéven « le bourg est entièrement rasé. Une vingtaine de baraquements sont édifiés, mais certains d'entre eux sont occupés par la main-d'œuvre chargée du déblaiement ».
La Marine nationale s'installa en 1946 dans la base aérienne qui avait été construite par les Allemands : la base aéronautique navale est située en majeure partie sur le territoire de la commune de Quéven.
Deux soldats originaires de Quéven (Marcel Fichoux et Yves Le Pogam) sont morts pour la France pendant la guerre d'Indochine et neuf (Roger Lahuec, Lucien Le Bihan, Aimé Le Bris, Joseph Le Moing, François Le Pogam, Joachim Mahé, Michel Mauvieux, André Mélin et Robert Le Nestour) pendant la guerre d'Algérie.
L'école maternelle Joliot-Curie est créée en 1971, l'école primaire Anatole-France construite en 1975 et agrandie en 1979, le collège Kerbellec ouvre en 1975. Deux clubs sportifs animent la commune : le Cercle sportif quévenois [CSQ] (sports collectifs ; sa section football ouvre en 1946) et l'Amicale laïque Quéven [ALQ (sports individuels), créée en 1960.

#### Monuments classés ou inscrits

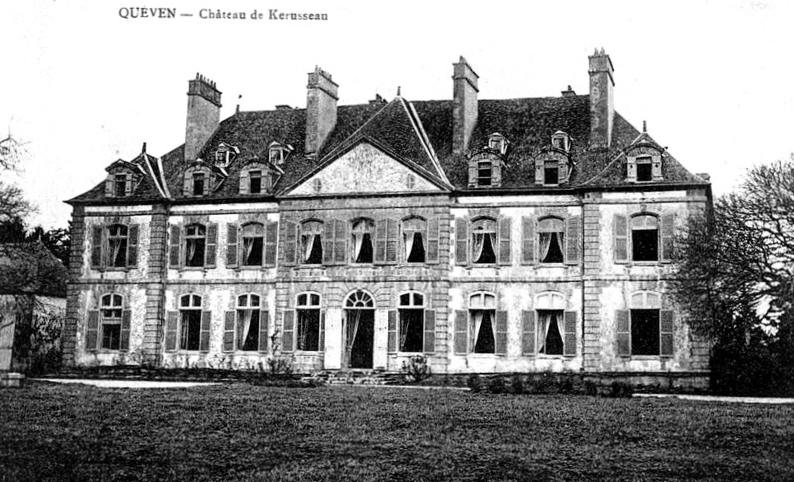
Le château de Kerrousseau au début du XXe siècle.